# Törökország
Törökország (törökül   Türkiye Cumhuriyeti, IPA: /tyɾkije dʒumhuɾijeti/) állam, amelynek területe kisebbik részben Európában, nagyobbik részben Ázsia nyugati részén fekszik. A Fekete-tenger és a Földközi-tenger között elhelyezkedő Anatóliai-félsziget alkotja az ország fő területét. Északról Grúzia és Örményország, keletről Irán és egy kis részen az Azerbajdzsánhoz tartozó Nahicseván, délről Irak és Szíria, míg nyugatról az Égei-tenger szigetei, Görögország és Bulgária határolja.
Törökország kultúrája az ország különleges, európai-ázsiai fekvésének és történelmének köszönhetően igen változatos, ötvözi a keleti és a nyugati tradíciókat. Földrajzi fekvésének köszönhetően az ország mind politikailag, mind gazdaságilag fontos stratégiai pontnak számít.
Geopolitikailag jelentős elhelyezkedésével regionális hatalom  és a NATO korai tagja. Hadserege globális szinten is a legerősebbek közé tartozik. Feltörekvő hatalom és újonnan iparosodott ország.
Egy szekuláris, az alkotmánya szerint magát nemzetállamként meghatározó ország, de élnek más kisebbségek is az ország területén. 1923 óta köztársaság.
Politikai rendszerének alapjai Mustafa Kemal Atatürk irányítása alatt az 1920-as és 30-as években szilárdultak meg, az Oszmán Birodalom felbomlása, illetve az első világháború után.
2022-ben az ENSZ jóváhagyta a török kormány kérelmét, ami a szervezetben hivatalosan is a török Türkiye-re változtatja az ország nemzetközi megnevezését az eddigi angol Turkey helyett (ami angolul pulykát is jelent).

## Etimológia
A Törökország szó alapját képező török melléknév/főnév valószínűleg a göktürk vagy köktürk („törökök gyökere”) népcsoport türük szavából származik (i. sz. 8. század), mellyel magukat nevezték. A szó talán a tatárjárás környékén kerülhetett át a magyar nyelvbe, majd az ü hang nyíltabbá vált. A türük szó a török nyelvbe türk formában öröklődött tovább.
A türk szó régi jelentése „erős”. A Törökországot jelölő Türkiye összetétel -iye ragja arab eredetű; jelentése: „tulajdonos” vagy „valamihez kapcsolódó”. A legtöbb nyelvbe a középkori latin Turchia alakból került át, i. sz. 1369 körül.
A Törökország (Türkiye) nevet hivatalosan az 1921-ben készült első török alkotmányban rögzítették először. A köztársaság kikiáltása után az 1924-es alkotmányban is megerősítették.

## Földrajz

### Tájegységek
Az országot az európai és török geográfusok más-más szempontok szerint osztják különböző tájegységekre. Az európai felfogás az alábbi egységekre tagolja az országot:
- Nyugat-Anatólia és a Márvány-tenger partvidéke
- Pontuszi-hegyvidék
- Anatóliai-fennsík
- Torosz-hegyvidék
- Kelet-Anatólia (Örmény-magasföld)
- Délkelet-Anatólia

A török geográfusok hét fő földrajzi régiót különböztetnek meg, melyeket tájegységekre bontanak.

### Domborzat
| Törökország domborzati térképe (nyitható térkép) >>>>>>>>> |
| --- |
| Isztambul Ankara Bursa Adana Gaziantep Konya Izmir Antalya Diyarbakır Göreme Pamukkale Çatalhöyük Nemrut-hegy N y u g a t i - T o r o s z K ö z é p s ő - T o r o s z D é l k e l e t i - T o r o s z Van-tó A n a t ó l i a i - m a g a s f ö l d Ararát Trabzon Samsun Erzurum Kayseri Mersin Ö r m é n y - f e l f ö l d Pontuszi-hegység F e k e t e - t e n g e r Márvány-tenger Égei-tenger F ö l d k ö z i - t e n g e r Ilgaz-hegység |

Törökország Ázsia nyugati részén fekszik. A Kis-Ázsiai félsziget egy központi fennsíkból és keskeny tengerparti síkságokból áll, északon a Pontuszi, délen a Toros-hegylánc határolja. Keleten is hegyvidék található, itt ered az Eufrátesz, a Tigris és az Araksz folyó, itt fekszik a Van-tó, valamint az Ararát Törökország legmagasabb pontjával (5166 m). Az ország területének 80%-a 500 méternél magasabban fekszik a tengerszint felett, partvonala 8372 km hosszú, határain belül 15 sziget fekszik, és két tengerszorosa van, a Boszporusz és a Dardanellák.
Törökországban Anatólia geológiai sajátosságai miatt előfordulnak erős földrengések is.

### Vízrajz
Törökország folyói közül a leghosszabbak az Eufrátesz (a folyó hosszának közel fele, 1263 km van Törökország területén), a Kızılırmak (1151 km), a Sakarya (824 km) és a Murat (722 km). Anatólia területén körülbelül 50 nagyobb és 200 kisebb tó fekszik (összesen 9423 km²) ezek közül a legnagyobb a Van-tó. A másik említésre méltó tó a Tuz-tó, ami szó szerint „sós tavat” jelent, mérete a lehullott csapadék mennyiségétől függően változik, peremét lerakódott só borítja.

### Éghajlat
Törökország régióinak éghajlata igen változatos. Az égei- és földközi-tengeri területeken mediterrán éghajlat a jellemző, enyhe, esős telekkel, meleg, száraz nyarakkal. Az átlagos maximum hőmérséklet a nyári hónapokban 33-34 C°, télen a hőmérséklet nem süllyed 8-10 C° alá. A csapadék átlagértéke 580 és 1300 milliméter között váltakozik. A fekete-tengeri területek csapadékban gazdagok, 1400 milliméternyi átlaggal, nedves szubtrópusi éghajlattal. A régió keleti részein enyhébb az időjárás, nyugaton szárazabb. A középhőmérséklet télen 7 C°, nyáron 23 C°.
A hegyvonulatok megakadályozzák a mediterrán éghajlati hatást az anatóliai területeken, így itt kontinentális éghajlat uralkodik. A keleti részeken (Örmény-magasföld) tipikus magashegységi éghajlat a jellemző: kemények a telek, akár −30 °C vagy −40 °C is előfordulhat, a hó pedig akár 120 napig is megmaradhat. Nyugaton (Anatóliai-fennsík) a téli hőmérséklet átlagértéke 1 °C, a nyarak melegek, szárazak, gyakran 30 °C fölötti hőmérsékletűek, az éghajlat száraz sztyepp-jellegű.

### Élővilág, természetvédelem
Az ország európai részének, illetve Kis-Ázsia márvány-, égei- és földközi-tengeri partvidékének természetes növénytakarója az alacsonyabb hegyvidékeken a tölgyfajok, borókák és illatos levelű cserjék alkotta keménylombú erdők, magasabban a fenyők alkotta mediterrán tűlevelű erdők. Az erdőirtások nyomán állományaik megritkultak, helyükön olajfaligetek, citrom, narancsültetvények és mediterrán cserjések vannak. A Pontuszi-hegység Fekete-tenger felé eső oldalán a babérlombú, a déli oldalán a mérsékelt övi lombhullató erdő a természetes növényzet. Fő fafajaik a tölgy, a bükk. A babérlevelű erdők cserjeszintjében jellemző pl. a babérmeggy, a hangarózsa. 1200 m tszfm. fölött tűlevelű erdők, fölöttük kb. 2000 m tszfm.-on havasi rétek vannak. Lomboserdő-állományok főként a hegység keleti részén találhatók. Az égei-tengeri partokon a vallon tölgy, a Nyugati-Toroszban a tölgy és a boróka terjedt el. 
A mediterrán klímájú területek folyóit követő erdők jellegzetes fája a keleti platán. Anatólia belső részének természetes növénytakarója a gyér, mediterrán jellegű sztyep, amelynek déli állományai átmenetet képeznek a félsivatagok felé. 

#### Nemzeti parkjai
Törökországnak jelenleg (2008) 33 nemzeti parkja van (más források szerint 39), melyek összterülete 877 771 hektár. Az első nemzeti parkot 1958-ban hozták létre. A török nemzeti parkok egyik jellegzetessége, hogy többségük nemcsak természeti, de történelmi kincseket is őriz, ilyen például az Antalya tartománybéli Beydağları Parti Nemzeti Park, ahol Phaselis és Olimpos ókori városok romjai találhatóak, vagy a szintén antalyai Köprülü Kanyon Nemzeti Park, ahol például a ciprusfélék közé tartozó Cupressus sempervirens fák a világon egyedülálló módon összefüggő erdőt alkotnak. A legtöbb nemzeti park erdős területeken található, van azonban néhány, amely a sztyeppék élővilágát hivatott megóvni, ilyen például a Kelet-anatóliai régió Munzur Völgyi Nemzeti Parkja, mely farkasoknak, rókáknak, vad kecskéknek, sasoknak ad menedéket.

#### Természeti világörökségei
Törökországban jelenleg kilenc világörökségi helyszínt tartanak számon, ebből hét kulturális, kettő pedig kulturális/természeti jellegű. Ezen utóbbiak név szerint Kappadókia sziklatemplomai és Pamukkale mészkőképződményei (Hierapolisz ókori városa mellett). A török kormány további 19 helyszínt szeretne a világörökség részévé nyilváníttatni.

## Történelem
Anatólia (Kis-Ázsia) az ókorban több civilizációnak és királyságnak volt a bölcsője. Területén az I. e. 7. évezredben élte fénykorát a legkorábbi ismert városok közé tartozó Çatal Hüyük. Később több ókori birodalom területe is részben átnyúlt Anatóliába, vagy itt volt a központja. Éltek itt például akkádok, asszírok és hettiták. A Hettita Birodalom bukása után Phrügia és Lüdia uralta a nyugati partokat, ahogy az ókori görög kultúra terjedni kezdett. A terjeszkedést egyedül a távoli Perzsa Birodalom fenyegetése akadályozta meg. Ahogy a perzsák egyre hatalmasabbak lettek, az anatóliai kikötők is úgy lettek egyre gazdagabbak. Uralmukat végül Nagy Sándor törte meg, mikor győzelmet aratott III. Dareiosz felett. Halála után a birodalmat hadvezérei egymás között osztották fel, miközben folyamatosan védeniük kellett a területeiket a pergamoni, pontoszi, egyiptomi és más uralkodók támadásaitól.
A rómaiak úgy erősítették meg uralmukat a régióban, hogy helyi kormányzásra bízták a területeket, ami hatékonynak bizonyult; és katonai védelmet is biztosítottak. Nagy Konstantin idején épült ki az „új birodalom”, melynek székhelye Konstantinápoly lett. A térségben a 7. század óta folyamatos háborúskodás zajlott a muszlimok ellen. Végül a szeldzsukok a 11. században egyesítették a számos anatóliai fejedelemséget, a terület egészen a 14. század elejéig a kezükben maradt.

A szeldzsukok közül 1299-ben kiváló, folyamatosan terjeszkedő oszmánok a 15. században, Konstantinápoly elfoglalásával megdöntötték a Bizánci Birodalmat, melyet kiterjesztettek a Földközi-tenger keleti részére. Határai I. Szulejmán uralkodása idején a Perzsa-öböltől egészen Magyarországig és Egyiptomtól a Kaukázusig húzódtak. A 19. században ébredő balkáni nacionalizmus és az első világháború okozta a folyamatosan gyengülő birodalom széthullását.
Az Oszmán Birodalom utolsó évtizedeiben az államot egy heterogén, nacionalista, alkotmánypárti politikai tömörülés, az Ifjútörök mozgalom irányította, 1908-tól kis megszakítással 1918-ig. Hivatalos szervezetük az Egység és Haladás Mozgalma (İttihat ve Terakki Cemiyeti) volt, melynek egy szélsőségesen nacionalista, Talát, Enver és Dzsemal pasa által fémjelzett csoportosulása gyakorolta a tényleges hatalmat. Az ifjútörökök nevéhez fűződik az örmény népirtás, melynek során mintegy másfél millió örményt telepítettek ki és mészároltak le 1915 és 1917 között. Ugyancsak az ifjútörök vezetés nyomására lett a birodalom Németország szövetségese az első világháborúban.
Az elvesztett háborút lezáró sèvres-i békeszerződés ellen a törökök katonai ellenállást szerveztek. A török függetlenségi háború (1919-1923) során a Mustafa Kemal, İsmet İnönü, Kazım Karabekir és más tábornokok által vezetett török haderők kiszorították az angol, olasz, görög és francia csapatokat, valamint megalakult a Török Nemzeti Országgyűlés, melyet azonban a szultán és kormánya nem volt hajlandó elismerni. 1922. november 1-jén az ankarai országgyűlés eltörölte a szultanátust, majd a sèvres-i döntéseket felülbíráló lausanne-i békeszerződés megkötése után, 1923. október 29-én kikiáltották a köztársaságot. Az ország vezetője, Mustafa Kemal Atatürk, modern, világi és Nyugat-orientált államot hozott létre drasztikus reformok segítségével. A 20. század során több katonai puccs történt az országban, az utolsó 1980-ban. Törökország 1952-ben lett a NATO tagja, és célul tűzte ki az Európai Unióhoz való csatlakozást. A ciprusi török jelenlét, a régóta tartó kurd szabadságharc keleten, és az iszlám növekvő politikai jelenléte táplálja a közéleti vitákat, és befolyásolja az ország nemzetközi kapcsolatait és az uniós csatlakozási tárgyalások kimenetelét.

## Politika és közigazgatás

### Alkotmány, államforma
Az 1982. évi alkotmány demokratikus, világi, parlamentáris kormányformát írt elő, erős elnöki hatalommal és független bíróságokkal. Ezt módosította a 2017-es népszavazás. 2018-tól elnöki rendszer működik. 
Elvileg biztosítja a nemzetközileg elismert emberi jogokat, amelyeket vészhelyzetben korlátozni lehet, és nem lehet őket az állam egységének megsértésére vagy nem-szekuláris nem-demokratikus kormány létrehozására felhasználni. A valóságban az ország elnyomó, tekintélyelvű rendszerű, amely aláássa a demokratikus elveket és nem hagy teret a kritikáknak.

### Törvényhozás, végrehajtás, igazságszolgáltatás
Az egykamarás török parlament, a Nagy Török Nemzetgyűlés vagy Türkiye Büyük Millet Meclisi a törvényhozó testület. 550 tagját arányos képviselet elve alapján választják 5 éves periódusra, a jelenlegi (2007) képviselők közül 52 nő. Egy pártnak a szavazatok legalább 10%-át kell megszereznie országos szinten a parlamentbe bejutáshoz. A parlamentben az AKP van többségben, a köztársasági elnök Recep Tayyip Erdoğan.
Törökországban a kisebbségi nyelveket nem ismerik el, az ország és az oktatás hivatalos nyelve a török.
Erdoğan újraválasztott államfő 2018. júliusi eskütételével új korszak kezdődött az országban.  A korábbi parlamentáris berendezkedést végrehajtói elnöki rendszer váltotta fel. Az elnököt öt évre választják, kétszer (esetleg harmadszor is) újraválasztható. Megszűnt a miniszterelnöki intézmény, az államfő jogkörei jelentősen bővültek.

### Politikai pártok
2004-ben 50 regisztrált politikai párt volt Törökországban, változatos politikai ideológiákkal, a szélsőjobboldaltól egészen a szélsőbaloldalig. 2007-ben három párt került be a parlamentbe, Igazság és Fejlődés Pártja (AKP), a Köztársasági Néppárt (CHP), melyet Atatürk alapított, és a Nemzeti Mozgalom Pártja (MHP). A Demokratikus Társadalom Pártja (DTP) által támogatott független jelöltek közül 20 fő jutott képviselői mandátumhoz, akik a parlamentben létrehozták a DTP frakcióját.

### Jogállamiság
A hatékony fékek és ellensúlyok hiánya, valamint a hatalomnak a végrehajtó hatalomban (elnökben) való túlzott koncentrációja a 2017-es alkotmánymódosításokat és a 2018-as elnöki rendszerre való átállását követően a törvényhozó és az igazságszolgáltatás rovására a politikai rendszer szerves jellemzőjévé vált. A Velencei Bizottság szerint nem elegendőek a szükséges fékek és ellensúlyok a hatalom egy hivatalban történő túlzott koncentrációja elleni védelemhez és az igazságszolgáltatás függetlenségének biztosításához.
A módosított alaptörvény (alkotmány) több cikkelye különösen vitatott, például a parlament bizonyos jogainak eltörlése.  Az autokratizálódási folyamat elnyomó politikai környezetet eredményezett, amelyet a jogállamiság meggyengülése és a média függetlenségének csökkenése jellemez.
Az igazságszolgáltatás függetlenségének rendszerszintű hiánya az egyik legsúlyosabb probléma az országban. A végrehajtó hatalom jelentős ellenőrzést gyakorol az igazságszolgáltatás felett, és gyakran beavatkozik a bírói döntésekbe. A 2020-as években is folytatódtak az ügyvédek elleni büntetőeljárások, megfélemlítések és elmarasztalások, különösen az emberi jogi aktivistáknak és szervezeteknek jogi segítséget nyújtó ügyvédek esetében.
Az alkotmánybírósági kinevezéseket is átszövi a politika. 2021 januárjában Erdoğan olyan bírót nevezett ki az Alkotmánybíróságra, aki korábban Isztambul legfőbb ügyészeként tevékenykedett, ahol több olyan vitatott ügyben is részt vett, amelyek az AKP javára szolgáltak.
A korrupció vált az „Új Türkiye” egyik fő problémájává, amely befolyásolja a kormányzati apparátus működését. Különösen a magas rangú tisztviselőket és politikusokat érintő korrupciós vádakat egyáltalán nem vizsgálják. A köztisztviselők és a kormányhoz közel álló politikai körök érinthetetlenek, a végrehajtó hatalom által irányított igazságszolgáltatás rendkívül kedvező környezetet teremt ennek a korrupt rendszernek a fenntartásához.

#### Emberi jogok
1959 és 2011 között az Emberi Jogok Európai Bírósága több mint kétezer ítéletet hozott Törökország ellen, az emberi jogok megsértése miatt olyan kérdésekben, mint a kurdok és a nők jogai, az LMBT-jogok és a médiaszabadság. Az emberi jogok helyzete továbbra is jelentős akadálya az ország EU-s tagságának.
A 2020-as évek elején a gyűlöletbeszéd, az etnikai és vallási kisebbségekkel szembeni fenyegetés, valamint az LMBTQ+ személyek jogainak megsértése továbbra is súlyos probléma. A szexuális irányultságon és nemi identitáson alapuló munkahelyi megkülönböztetést 2020-ban sem tiltja a törvény. A homoszexualitás bár legális, a török hatóságok számos diszkriminatív gyakorlatot alkalmaznak.
Az emberi jogokkal vagy különösen a kurd kérdéssel foglalkozó szervezetek az országon belül továbbra is erős nyomással szembesülnek. A kurd kisebbség kulturális jogai továbbra is korlátozottak, beleértve a kurd nyelv általános és középfokú oktatásban való használatára vonatkozó jogi korlátozásokat. A közszolgáltatásokat csak török nyelven biztosítják. A 2020-as évek elején is nyomás nehezedik a kurd médiára, kulturális és nyelvi intézményekre.
A vallási és etnikai kisebbségekhez tartozók gyakorlatilag ki vannak zárva bizonyos szakmai beosztásokból, például közalkalmazotti és katonatiszti tisztségekből. A vallási vagy etnikai kisebbségeket, illetve a kiszolgáltatott csoportokat, például a romákat célzó fenyegetés továbbra is komoly probléma.

### Közigazgatási beosztás
Törökország közigazgatási egységei egymással szorosan összefüggő, hierarchikus rendbe illeszkedő egységek, melyek elnevezése és egymással való kapcsolata némileg eltér a Magyarországon megszokott fogalmaktól. Az ország tartományokból áll, melyeket ilcsékre (körzet) osztanak. Az ilcsék alárendelt egységei a budzsakok és a kaszabák (kisvárosi önkormányzatok). A falvak önkormányzatai a városoknak vannak alárendelve, míg a falvaknál kisebb települések a falusi önkormányzatoknak. A városok szemtekre (kerület) vannak osztva, melyek további alegységekből, mahallékból állnak. Minden egyes közigazgatási alegységnek külön vezetője van.
Törökországot hét – négy külső és három belső – földrajzi régióra osztjuk, melyeket a táj jellege, klímája, talajszerkezete és vegetációja alapján hoztak létre. A külső régiók: Karadeniz (Fekete-tengeri régió), a Marmara (Márvány-tengeri régió), az Ege bölgesi (Égei-tengeri régió) és Akdeniz (Földközi-tengeri régió). A három belső régió: İç Anadolu (Közép-anatóliai régió), Doğu Anadolu (Kelet-anatóliai régió) és Güneydoğu Anadolu (Délkelet-anatóliai régió). Bár a régiók hivatalosan nem közigazgatási egységek, a tartományi felosztás szempontjából fontos funkciót töltenek be.

Törökország tartományi és régiós vaktérképe

Törökország 81 tartományból (il) áll. A tartományokat a vali, a kormányzó irányítja. Minden megyének van egy kormányzói székhelye (merkez ilçe), melynek neve általában egyezik a tartomány nevével, a kivételek: Hatay (Antakya), İçel (Mersin), Kocaeli (İzmit), és Sakarya (Adapazarı).
A nagyobb városoknak, mint például Isztambul, kerületei (szemt) vannak (például Kadıköy), amelyek mahallékra bomlanak (például Fenerbahçe).
Egy szemten belül városi és vidéki területek is lehetnek. A szemteket a polgármesterek irányítják, és minden mahallénak külön vezetője van, a kajmakam. Minden városnak saját önkormányzata van (belediye).

## Védelmi rendszer

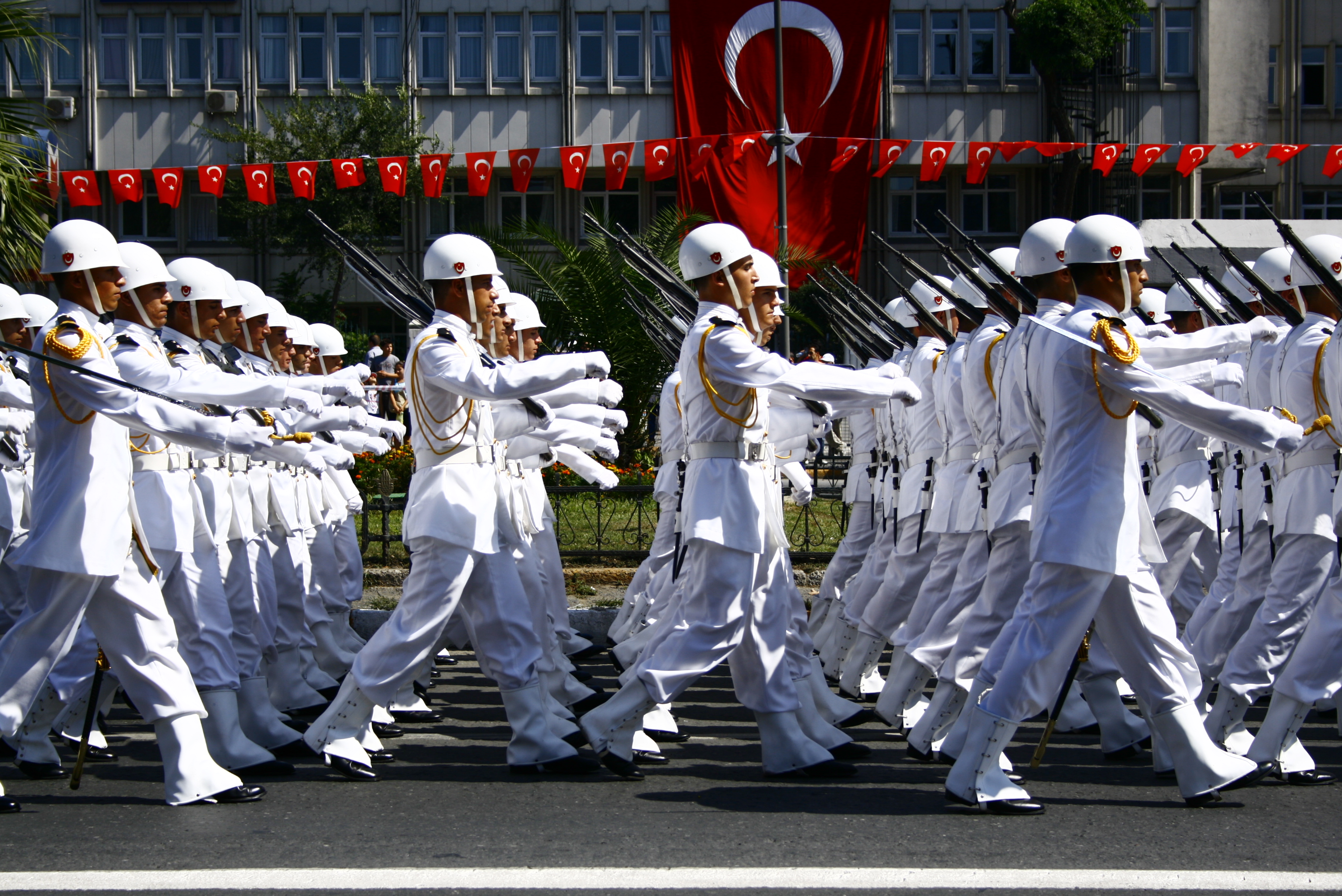
Katonai parádé Törökországban

Törökország haderejét (törökül: Türk Silahlı Kuvvetleri) a szárazföldi hadsereg, a haditengerészet és a légierő alkotja. A török csendőrség (Jandarma) és a parti őrség (Sahil Güvenlik Komutanlığı) békeidőben a belügyminisztérium hatáskörébe tartozik (akárcsak a rendőrség), de egyben a hadsereg illetve a haditengerészet alá is. Háború esetén mindkettő rendelkezik jogérvényesítő és katonai hatáskörrel.
A török haderők vezérkari főnöke 2006. augusztus 28. óta Yaşar Büyükanıt tábornok. A török hadsereg 1 054 750 katonájával a második legnagyobb hadsereg a NATO-ban az Amerikai Egyesült Államok után.

## Népesség

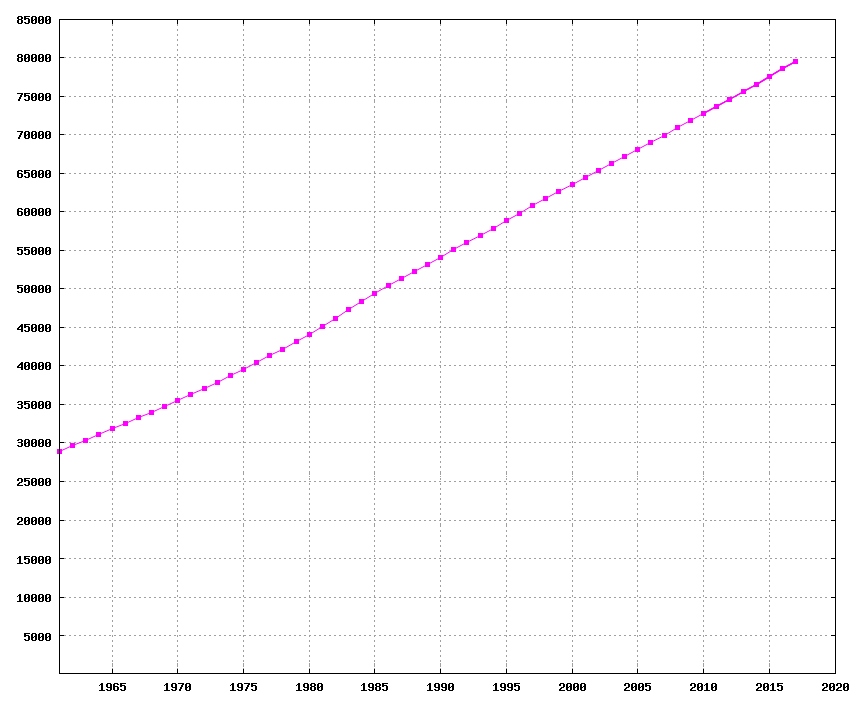
Törökország népességének növekedése

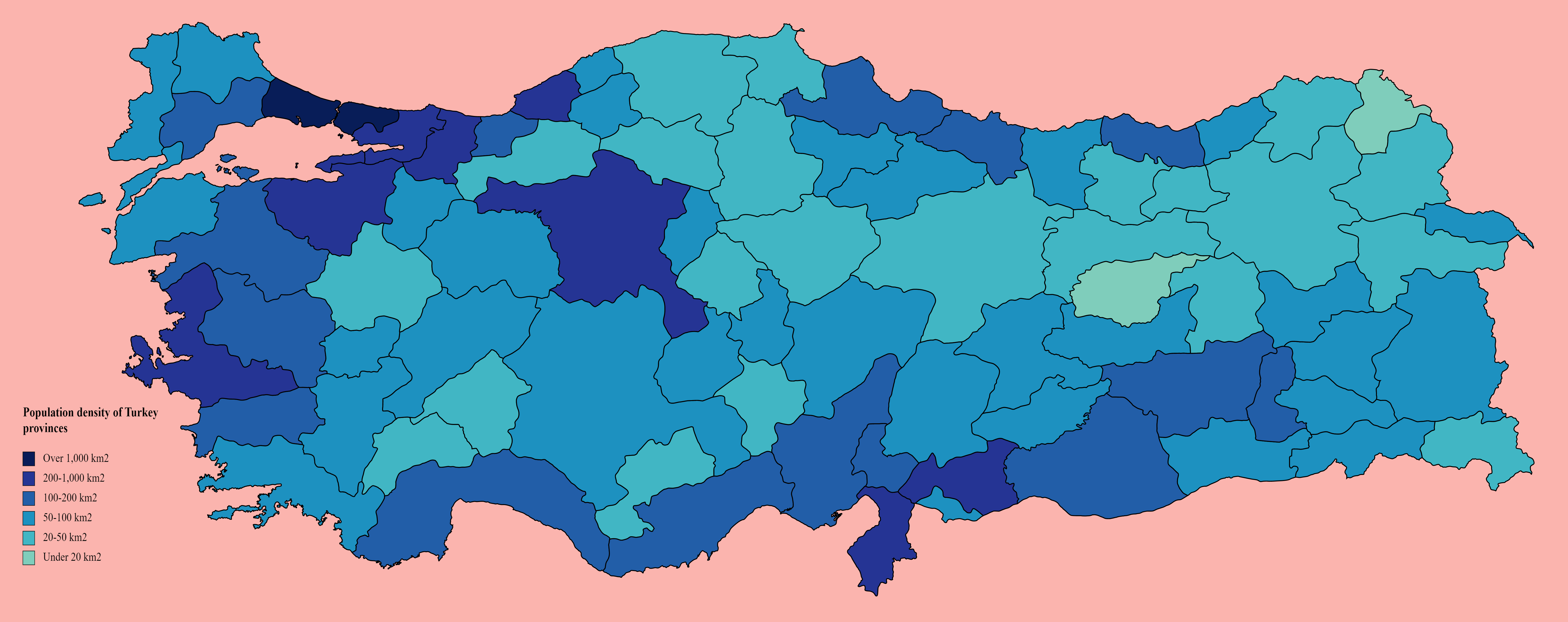
Törökország népsűrűsége 2018-ban

### Általános adatok
Törökország népessége 2011-es becsült adatok szerint 78 785 548 fő, ebből 39 708 547 férfi, 39 077 001 nő. A lakosság fele 28 éven aluli. Az emberek 70,5%-a városban lakik, Isztambulban élnek a legtöbben (a teljes populáció 17,8%-a). 2007-ben 98 064 külföldit regisztráltak az országban.
1960 és 2000 között a népesség egyenletesen évi 1 millióval gyarapodott.
- Teljes termékenységi arányszám: 2,15[50]
- Népességnövekedési ráta: 1,23%.[50]
- Várható átlagos élettartam: 72,5 év.[50]
  - Férfiak: 69 év[51]
  - Nők: 74 év[51]
- Csecsemőhalandósági ráta: 23,94 (84. a világon)[50]

| Férfi | Nő |

|  |  |

|  |  |

|  |  |

|  |  |

|  |  |

|  |  |

|  |  |

|  |  |

|  |  |

|  |  |

|  |  |

|  |  |

|  |  |

|  |  |

|  |  |

|  |  |

| Férfi | Nő |

|  |  |

|  |  |

|  |  |

|  |  |

|  |  |

|  |  |

|  |  |

|  |  |

|  |  |

|  |  |

|  |  |

|  |  |

|  |  |

|  |  |

|  |  |

|  |  |

### Népességének változása
| Lakosok száma | 27 553 280 | 32 448 404 | 37 366 922 | 43 905 790 | 51 168 270 | 56 713 073 | 63 174 483 | 69 515 492 | 76 223 639 | 85 372 377 |
|               | 1960       | 1967       | 1973       | 1980       | 1987       | 1993       | 2000       | 2007       | 2013       | 2023       |

### Legnépesebb települések

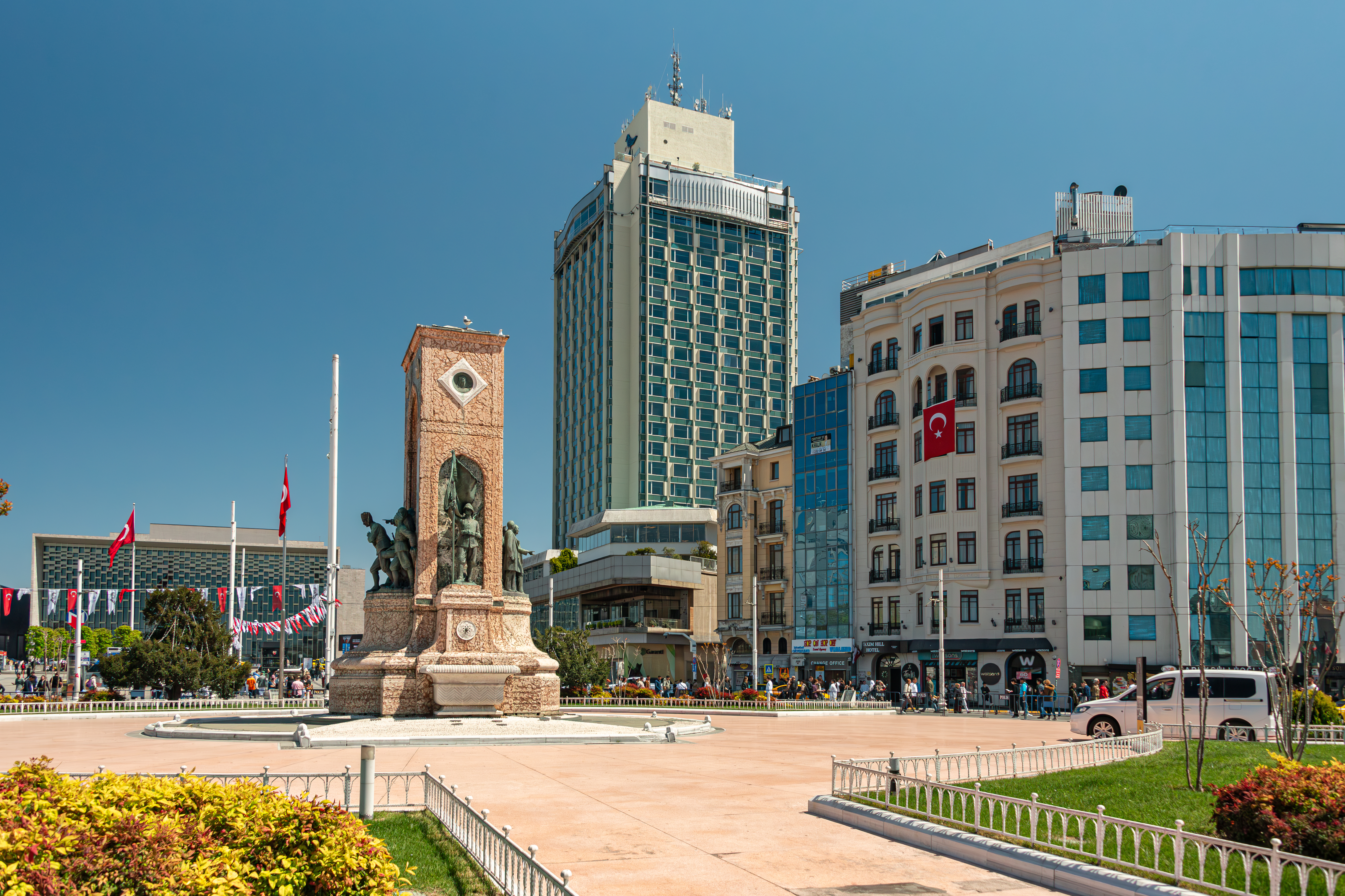
Taksim tér, Isztambul

Törökországban hat olyan város található, melyek lakossága milliós nagyságrendű; ezek: Isztambul, Ankara, İzmir, Bursa, Adana és Gaziantep. A nyári turistaszezonban a népszerű üdülőhely, Antalya lakossága is egymillió fölé emelkedik, köszönhetően a környező városokból és falvakból érkező idénymunkásoknak.

### Vallási megoszlás
| Törökök Kurdok Zazák Azeriek | Grúzok Lázok Gagauzok Arabok |

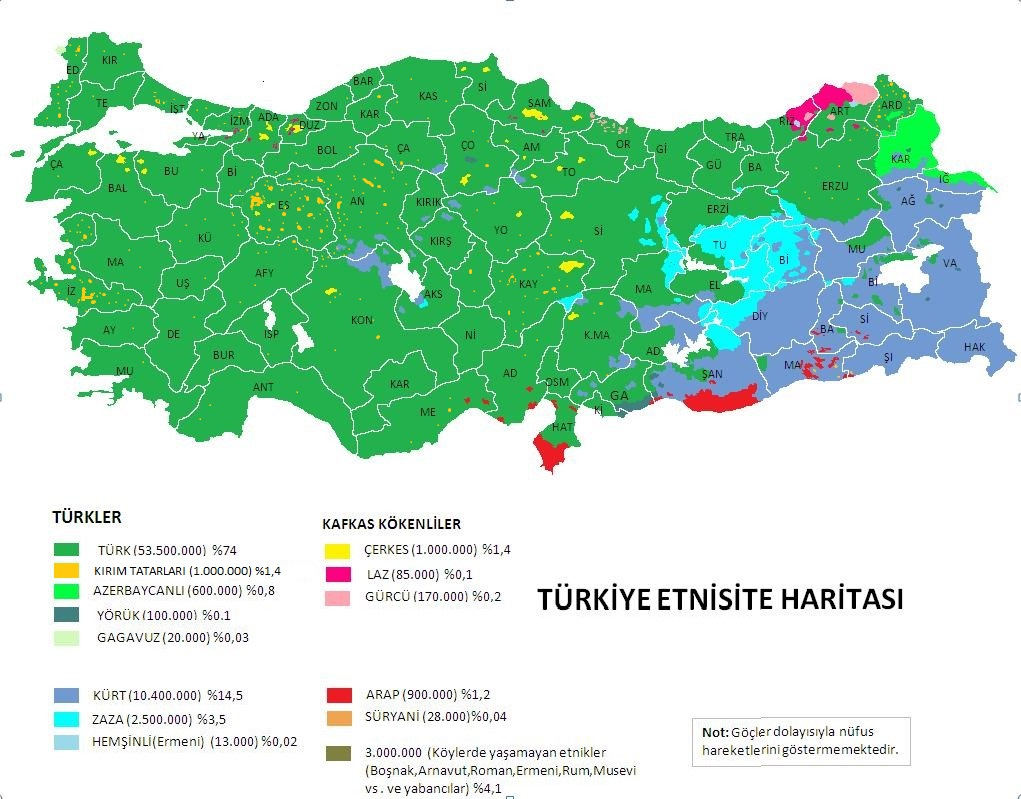
Törökország etnikumai

A lakosság 99,8%-a iszlám vallású. Legtöbbjük a vallás szunnita ágához tartozik, de igen jelentős a síita misztikus (bátin) alevi (török: Alevîlik) muszlimok száma is.
Elenyészően kisebb ortodox (keleti keresztény), örmény ortodox (monofizita), izraelita, római katolikus és protestáns csoportok is jelen vannak.

### Etnikai, nyelvi megoszlás
A lakosság kb. 70-75%-a török etnikumú, akik csak az ország hivatalos nyelvét, a törököt beszélik.
A legjelentősebb kisebbség a kurdoké, akik az ország népességének körülbelül 20%-át alkotják (más források szerint 17%-ot, és így 13 millióan vannak), főleg az ország keleti területein, valamint a nagyobb városokban élnek. A további népcsoportok közé tartoznak a grúzok (1,5 millió), cserkeszek (1 millió), zazák (1 millió), azeriek (800 000), lázok (500 000), szírek, arabok, görögök (5000) és örmények (70 000).
Kevéssé ismert tény, hogy Törökországban élnek magyar származásúak is. Mind Bolu, mind Antalya tartományban van egy-egy Macarköy, azaz „magyar falu”. Mardin tartományban pedig a nusaybini magyar muszlimok élnek. Előfordulnak még bosnyákok is albánok is.

### Diaszpóra
Sok török vándorol külföldre a jobb megélhetés reményében. A tömeges kivándorlás az 1960-as és 70-es években kezdődött. A törökök legnagyobb számban a második világháború után munkaerőhiánnyal küzdő Németországba költöztek. Egy 2004-es felmérés szerint Németországban mintegy 1,739 millió török él. A hetvenes-nyolcvanas években vendégmunkásként érkező törökök jó része ma vállalkozó, akiknek üzlete 2005-ben 29,5 milliárd euró értékű eladást produkált. Németországon kívül sok török él Hollandiában, Franciaországban, Belgiumban, Oroszországban és Ausztriában is, a tengeren túlon pedig az Egyesült Államokban és Kanadában jelentős a számuk.

### Szociális rendszer
A szociális rendszeren belül három intézményen keresztül kapnak ellátást a török és külföldi állampolgárok, ezek a Sosyal Sigortalar Kurumu (SSK), azaz a társadalombiztosító; az Emekli Sandığı, vagyis a nyugdíjbiztosító, valamint a Bağ-Kur, az önalkalmazásban lévők biztosítási rendszere. A létminimum alatt élők számára az Egészségügyi Minisztérium úgynevezett zöld kártyát biztosít, melynek segítségével térítésmentesen vehetik igénybe az állami kórházak és rendelőintézetek szolgáltatásait, valamint nem kell fizetniük a gyógyszerekért, ha a fekvőbeteg-ellátást veszik igénybe (a járóbeteg-ellátásban nem térítik meg a gyógyszerek árát).

#### Társadalombiztosítás, nyugdíj
A társadalombiztosítási rendszer alapjait 1949-ben rakták le, a jelenlegi rendszert az 1964-es társadalombiztosítási törvény szabályozza, melyet 1999-ben módosítottak. Minden 18 éven felüli munkavállaló jogosult a juttatásokra, a bankszektorban, a mezőgazdaságban, a biztosítóknál és a tőzsdén dolgozók, valamint az önalkalmazásban lévők és a köztisztviselők esetében speciális feltételek érvényesülnek. A munkavállalók havi munkabérének 9%-át vonják le. A nyugdíjkorhatár férfiaknál 60 év, nőknél 58 év, nyugdíjra az jogosult, aki legalább 25 évig (7000 napnyi hozzájárulás) fizetett biztosítási díjat. A nyugdíj örökölhető, abban az esetben, ha a biztosított már nyugdíjasként halálozott el, vagy legalább 5 évig rendszeresen fizette a biztosítási díjat. Az örökösnek közeli hozzátartozónak kell lennie: míg a házastárs addig jogosult az elhunyt nyugdíjára, amíg újra nem házasodik, a gyermekek 18 éves korig (felsőoktatásban tanuló esetén 25 éves korig) jogosultak, a 18 éven felüliek pedig csak akkor, ha munkanélküliek és nem kapnak más szociális támogatást. A nyugdíjat a munkavállaló éves átlagfizetésének alapján számolják ki (360 nap átlagának 3,5%-a).

#### Egészségügy
A betegszabadságra vonatkozó első törvényt 1950-ben vezették be, a betegbiztosítás a havi munkabér 5%-a. Fekvőbeteg-ellátás esetén a munkavállaló a bér 50%-ára jogosult, járóbeteg-ellátás esetén a ⅔-ára. Szülési szabadság igénylése esetén a bér ⅔-át utalják át a szülést megelőző 8 hétben, valamint az utána következő nyolc hétben. A betegek a gyógyszerek és gyógyászati segédeszközök árának 20%-át önrészként fizetik, a többit a biztosító finanszírozza.

#### Munkanélküliség
A munkanélküliek támogatására vonatkozó törvény 2000-ben lépett életbe. A munkavállaló havi munkabéréből 1%-ot vonnak le egy elkülönített alapba, ehhez 2%-kal járul hozzá a munkáltató, az állam pedig további 1%-kal. A feltételek szerint a munkahely elvesztését megelőző 3 évben legalább 300 napnyi hozzájárulással kell rendelkeznie a biztosítottnak. Ebben az esetben 180 napig kaphat munkanélküli járulékot, mely a napi átlagkeresetének 50%-a. Minél több ideig biztosított valaki, annál hosszabb ideig jár neki a támogatás. A járulék egyszerre, egy összegben is igényelhető, akárcsak a betegbiztosítás.
A munkanélküliek aránya 2007-ben 11,3% volt, ami 2 576 000 embert jelent, 75%-uk férfi, illetve 58%-uk csupán általános iskolai végzettséggel rendelkezett. A munkanélküliek száma vidéken gyorsabban emelkedett, mint a városokban.

## Gazdaság

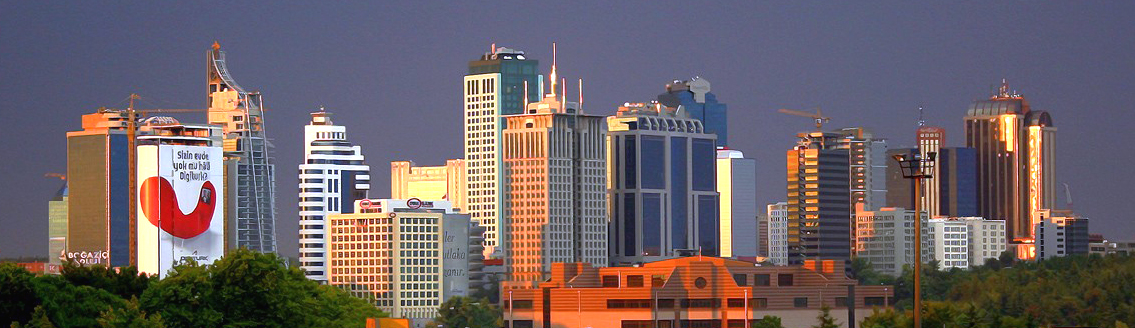
Maslak, Isztambul pénzügyi központja

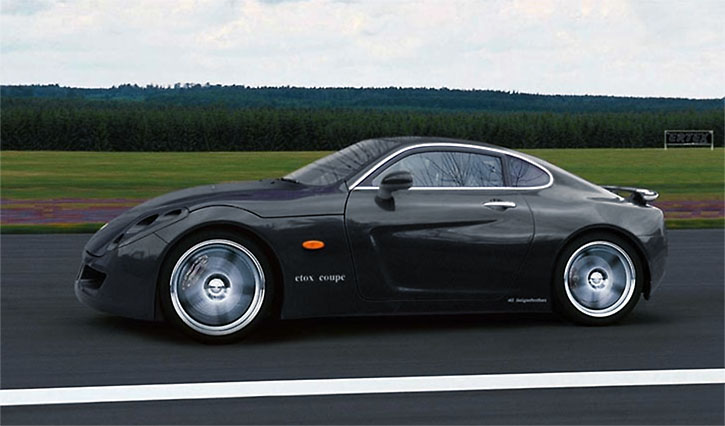
Etox Zafer: török gyártmányú sportautó

Törökország dinamikus gazdasága keveréke a modern iparnak és kereskedelemnek, valamint a hagyományos mezőgazdaságnak, amely 2001-ben a lakosság 40%-ának adott munkát. A magánszektor erős és gyorsan növekszik, de az államnak nagy szerepe van az iparban, a pénzügyekben, a közlekedésben és a telekommunikációban. A legfontosabb iparág és legnagyobb exportőr a textilipar, amely majdnem teljesen magánkézben van.
A 2000-es évek elején a gazdasági helyzetet kiszámíthatatlan növekedés és komoly kiegyensúlyozatlanság jellemezte. A GNP növekedése több évben is meghaladta a 6%-ot, de ezt megszakította a termelés erős hanyatlása 1994-ben, 1999-ben és 2000-ben. A költségvetési hiány rendszeresen meghaladta a GDP 10%-át, amit nagyrészt a kamatfizetések hatalmas terhe okozott, amely 2001-ben a költségek több mint felét alkotta – az infláció pedig magas (két számjegyű) maradt.

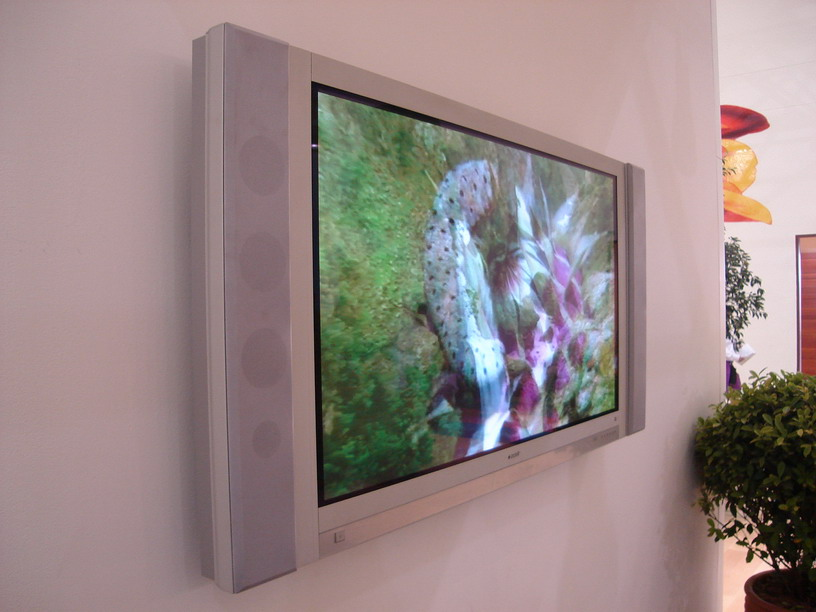
Arçelik televízió; a török háztartási és szórakoztató-elektronikai cikkek gyártása a legsikeresebbek közé tartozik Európában.

Ezen okokból kifolyólag a külföldi befektetés Törökországban alacsony volt – kevesebb mint 1 milliárd dollár évente. 2000 végén és 2001 elején a növekvő kereskedelmi hiány és a bankszektor gyengesége válságba sodorta a gazdaságot, amely arra kényszerítette a kormányt, hogy lebegtesse a lírát, és gazdasági pangás következett. A 2002-es év eredményei jobbak voltak, az Nemzetközi Valutaalaptól érkező erős pénzügyi támogatás és a szorosabb pénzügyi politika miatt. Az utóbbi években növekedtek a privatizációs eladások, melyek értéke meghaladja a 21 milliárd dollárt.
A CIA besorolása szerint Törökország a világ 34 fejlett országához tartozik, a Morgan Stanley pedig a feltörekvő gazdaságok (emerging markets) kategóriába sorolta (2006). Törökország alapító tagja az OECD-nek illetve az ipari és küszöbországok csoportjának, a G-20-nak. 2007-ben az egy főre eső GDP 9400 $ volt, amivel a világon a 99. helyet foglalta el.
A legnagyobb iparág a textil- és ruhaipar (16,3%), melyet az olajfinomítás (14,5%), az élelmiszeripar (10,6%), a vegyipar (10,3%), a vas- és acélipar (8,9%), az autóipar (6,3%) és a gépipar (5,8%) követ. Az export tekintetében is a textilipar vezet, 2005-ben 19%-ot tett ki. Az autóipar állt a második helyen 18%-kal, ezt a vas- és acélipar követi 13%-kal, majd a háztartási gépek (10%), vegy- és gyógyszeripari termékek (9%) és a gépipar (7%). A ruhaipar 2006-ban 13,98 milliárd dollárnak megfelelő exportot bonyolított le, ennek 76,33%-a az Európai Unió országaival való kereskedelemből származott.
Törökországban több sikeres, multinacionális vállalat is működik, ilyen például a Koç Holding, melynek olyan cégei vannak, mint a többszörös díjnyertes Arçelik, aminek BEKO márkája vezeti például az angol hűtőgép-piacot. Az európai televíziópiac több mint felét a Törökországban gyártott áruk teszik ki. Ugyancsak rendkívüli sikereket könyvelhet el a 78 országba exportáló Ülker édességipari vállalat, mely nemrég vásárolta meg a híres Godiva csokoládé-márkát 850 millió dollárért a Campbell Soup Co.-tól. Az ország második legnagyobb óriásvállalata (a Koç Holding után) a Sabancı Holding, melynek tulajdonában 70 cég található, közöttük több bankkal és olyan leányvállalatokkal, melyek például a Toyotát vagy a Mitsubishit képviselik Törökországban.

## Infrastruktúra

### Közlekedés
Törökország közlekedésének legfontosabb szereplői az autóutak és a gépjárművek, valamint a vízi közlekedés. A sokáig háttérbe szoruló vasútnak új lendületet adott a készülőben lévő Marmaray projekt, valamint az Ankara–Isztambul és az Ankara–Konya nagysebességű vasút építése. A nagyvárosi közlekedésben még mindig a személyautók dominálnak a tömegközlekedés helyett, ezen igyekeznek javítani, például új villamospályák és metrók építésével. Különösen Isztambul és Ankara tömegközlekedése fejlődik rohamosan. A szárazföldi és vízi közlekedés mellett egyre nagyobb teret kap a légi közlekedés is, az állami tulajdonú Turkish Airlines légitársaság mellett az országnak két nagy, magánkézben lévő légitársasága is van, az Onur Air és az AtlasJet, melyek főleg belföldi szállítással foglalkoznak. Az ország legnagyobb repülőtere az isztambuli Atatürk reptér.

### Közművek
Törökország Vízügyi Igazgatóságát (Devlet Su İşleri Genel Müdürlüğü) 1954-ben alapították, a fő feladata az ország vízellátásának felügyelete és a rendszer fejlesztése. Az országban jelenleg 555 víztározó található, és további 210 építését tervezik. Törökországban 135 vízerőmű működik, melyek 45 325 GW elektromos áramot termelnek évente. Az erőművek 2,96 milliárd köbméter vizet biztosítanak a vízhálózat számára. Jelenleg naponta 280 liter víz jut egy főre.
A villanyáram termeléséért, exportjáért, importjáért és a villamoshálózat működtetéséért a Törökországi Villamosenergia Társaság (Türkiye Elektrik Kurumu) felelős. 2021-ben Törökországban 334 723 GW elektromos áramot termeltek, 2334 GW-ot importáltak. 2021-ben az ország telepített energiaforrásának 53%-át megújuló energia tette ki, melynek mintegy 23%-a származott vízenergiából. A napenergia 7,8%, a szélenergia 10,6% volt.
Az Oszmán Birodalom Postaszolgálati és Távirati Minisztériumát 1840-ben hozták létre. Az első posta a Postahane-i Amire volt Isztambulban, az Új mecset mellett. A nemzetközi postaszolgálat 1876-ban indult. A török posta elnevezése PTT (posta-telefon-telegráf), logója sárga-kék. Törökországban a PTT-t szinte kizárólag levélküldeményekhez veszik igénybe, a csomagküldést magáncégek végzik. A nagy nemzetközi csomagküldő cégek – mint például a DHL – mellett számos hazai cég látja el a szolgáltatást, úgy mint a Yurtiçi Kargo vagy az Aras Kargo.
Samuel Morse 1847-ben kapta meg a telegráf szabadalmát Isztambulban, magától I. Abdul-Medzsid szultántól a Beylerbeyi palotában, miután a szultán maga tesztelte a találmányt. Az első távíróvonal kiépítése még ugyanebben az évben megkezdődött, Isztambul és Edirne között. 1855-ben létrejött a Távirati Iroda. 1881 júliusában kiépítették az első telefonvonalat a Postaszolgálati és Távirati Minisztérium és az isztambuli Postahane-i Amire (Főposta) között. Az első, 50 vonalas telefonközponttal a Sirkeci Főposta büszkélkedhetett 1909-ben. E-mail-levelezést először 1984-ben lehetett folytatni Isztambul, Ankara, İzmir és Adana között; 1987-ben pedig Isztambulban tartották Európa első videokonferenciáját. Az első mobiltelefon-szolgáltatás 1986-ban indult.

## Kultúra

### Török nyelv
Az oszmán-török vagy (a tulajdonképpeni) török nyelv (türkçe vagy türk dili) az altaji nyelvcsalád török ágán belül a köztörök nyelvek oguz csoportjába tartozik. Az elnevezés eredetileg a hajdani Oszmán Birodalom török ajkú lakosságának zömét kitevő török nép anyanyelvének megjelölésére szolgált, de a magyar szakirodalomban az oszmán-török nyelv közvetlen folytatójának számító modern török nyelv megnevezéseként használatos, megkülönböztetésül a többi török nyelvtől, ugyanis e nyelv neve és a török nyelvcsalád elnevezése azonos. Bár a többi türk nyelv (főleg az azeri és a türkmén, melyeket a volt Szovjetunió utódállamaiban beszélnek) közel áll a törökhöz, fontos különbségek vannak köztük a nyelvtan, a szókincs és a hangtan tekintetében. A török agglutináló nyelv, főleg ragokat használ, ritkák az elöljárószavak. Egészen 1929-ig az arab ábécét használták, Atatürk radikális reformjának köszönhetően vezették be a latin betűket.

### Oktatási rendszer

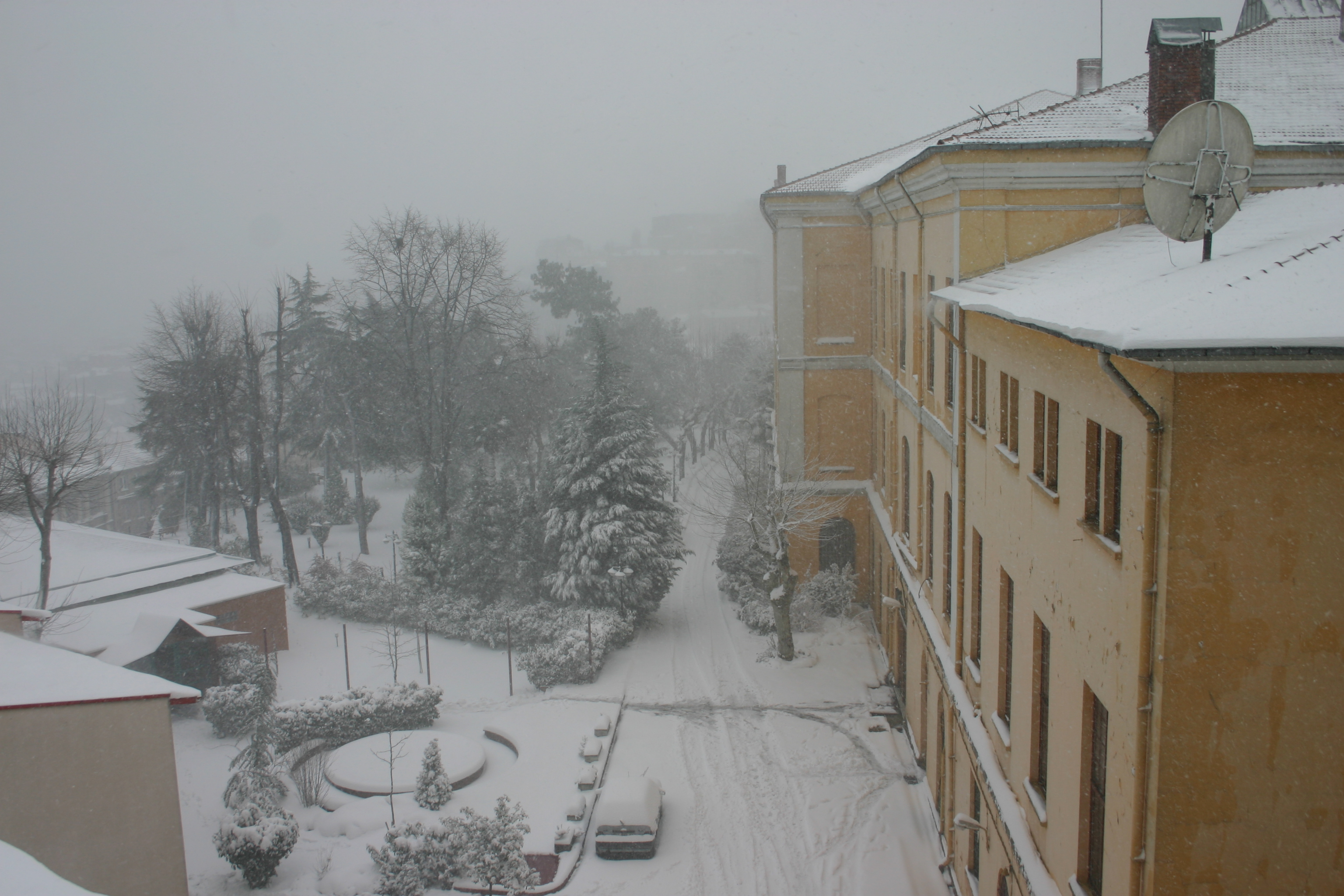
Az ország legrégebbi és legpatinásabb középiskolája, a francia kéttannyelvű Galatasaray Lisesi Isztambulban

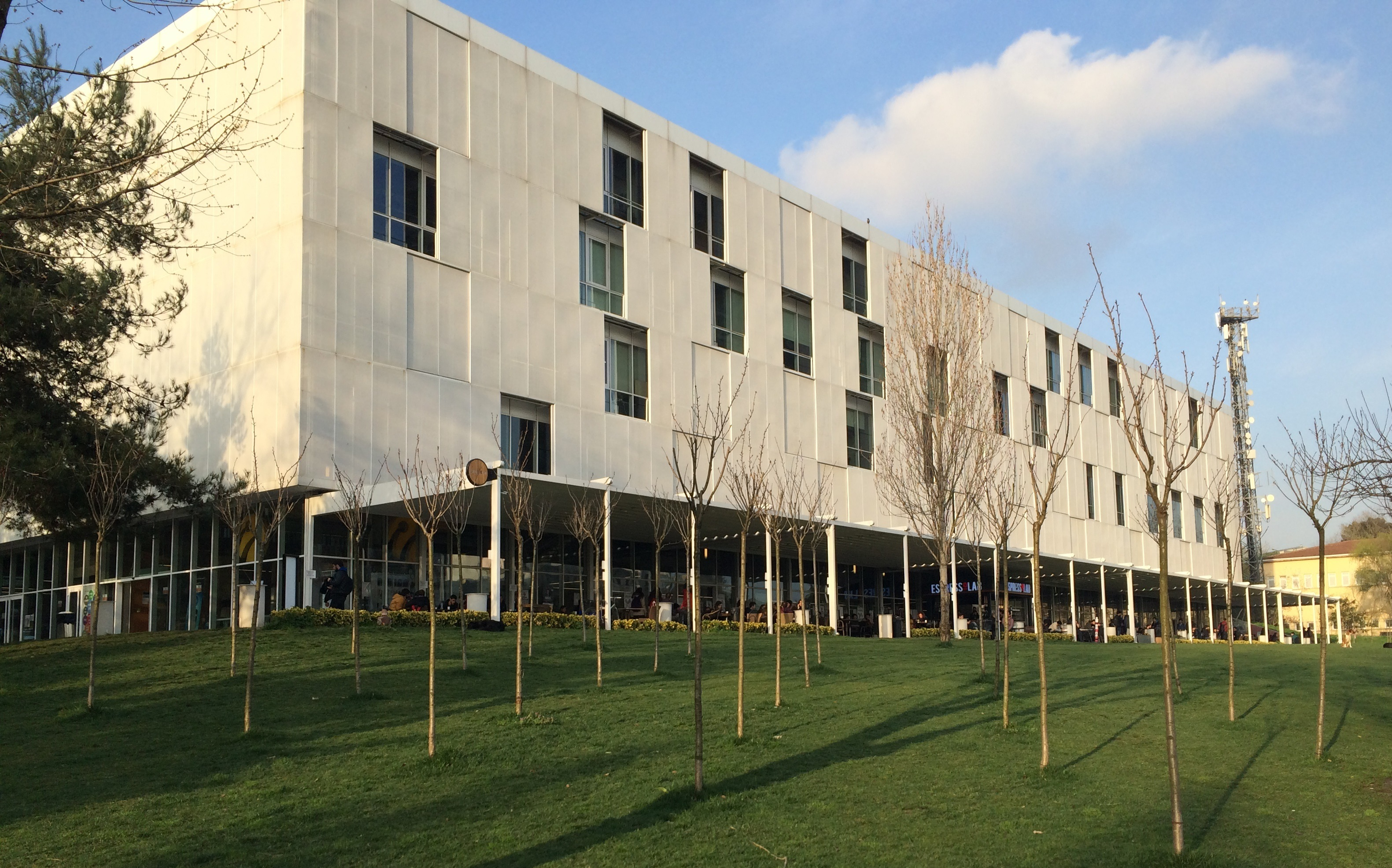
Az Isztambuli Műszaki Egyetem kampusza

A török oktatási rendszer Atatürk reformjainak alapjain nyugszik, melyeket a török függetlenségi háború és a köztársaság kikiáltása után vezettek be. A rendszert az állam felügyeli, úgy alakították ki, hogy képzett munkaerőt legyen képes adni a szociális és gazdasági szektorok számára.
Törökországban a gyerekek 5,5 koruktól 17,5 éves korukig iskolakötelesek. Az 5-14 éves korú gyerekek 95%-a jár iskolába, ez alatta van az OECD-átlagnak. Az óvodások száma igen alacsony, a 4-éveseknek csupán 19%-a járt óvodába 2012-ben, ami jóval alatta van a 84%-os OECD-átlagnak. Ugyanebben az évben összesen 3287 óvodát tartottak számon az országban, 275 ezer gyerekkel. Törökországban 12 év általános iskolai tanulás kötelező, az általános iskolát követően a középiskola két részből áll, alsó és felső szintű középiskolából (middle school, high school). Vannak állami illetve magániskolák is, a gyerekek többsége az állami oktatásban tanul, azonban egyre növekszik a magániskolákat választók száma, 2015-ben mintegy 1,1 millióan tanultak ilyen iskolában.
2012-ben az olyan 15 és 29 év közötti fiatalok száma, akik nem járnak iskolába és nem is dolgoznak, 29% volt. Az írástudatlanok száma Törökországban 2015-ben mintegy 2,6 millió fő volt, a legtöbben, 1,3 millióan 65 év felettiek.
2002-ben az állam, magán- illetve nemzetközi források 13 milliárd lírát költöttek az oktatásra Törökországban. Törökország az OECD átlagnál kevesebbet költ oktatásra.
A törökországi egyetemek többféle képzést ajánlanak: kétéves felsőfokú képzettséget adó tanfolyamokat (associate's degree), melyre szakközépiskolai bizonyítvánnyal rendelkezők jelentkezhetnek felvételi vizsga nélkül; 4 éves alapképzést (bachelor's degree), 2 éves mesterképzést (master's degree), 4 éves doktori képzést és egyéb posztgraduális képzéseket. Törökországban 2016-ban 183 egyetemet tartottak nyilván. A műszaki egyetemek programjait az Egyesült Államok Mérnökképzésért Felelős Akkreditációs Bizottsága (ABET) is elismerte, így azok megfelelnek az amerikai programoknak is.
2016-ban az ország tíz legjobb egyeteme közé a következők tartoztak:
1. Közel-keleti Műszaki Egyetem (Orta Doğu Teknik Üniversitesi; ODTÜ; Ankara)
2. Sabancı Egyetem (Sabancı Üniversitesi, Isztambul)
3. Bilkent Egyetem (İhsan Doğramacı Bilkent Üniversitesi, Ankara)
4. Boğaziçi Egyetem (Boğaziçi Üniversitesi, Isztambul)
5. Isztambuli Műszaki Egyetem (İstanbul Teknik Üniversitesi, Isztambul)
6. İzmiri Műszaki Egyetem (İzmir Yüksek Teknoloji Enstitüsü, İzmir)
7. Özyeğin Egyetem (Özyeğin Üniversitesi, Isztambul)
8. Koç Egyetem (Koç Üniversitesi, Isztambul)
9. TOBB Gazdasági és Műszaki Egyetem )TOBB Ekonomi Ve Teknoloji Üniversitesi, Ankara)
10. Hacettepe Egyetem (Hacettepe Üniversitesi, Ankara)

### Kulturális világörökségi helyszínek

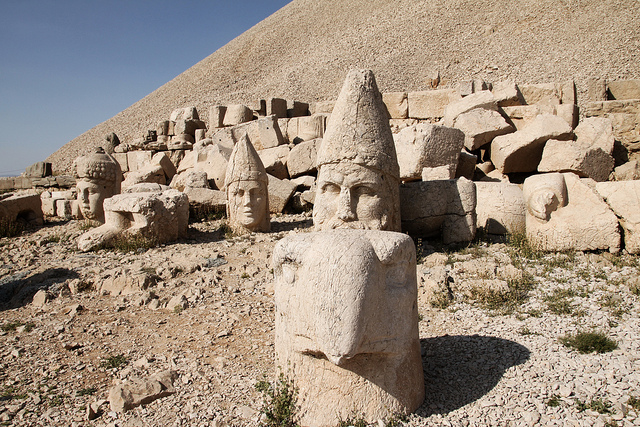
Nemrut-hegy templomának maradványai a Kr. e. 1. századból

Törökországban kilenc világörökségi helyszín található, ebből kettő kulturális/természeti (Pamukkale és Göreme Nemzeti Park/Kappadókia), hét pedig kulturális jellegű. Ez utóbbiak közé sorolják Isztambul történelmi negyedeit, a divriği nagymecsetet és kórházat, Hattusát (a hettiták egykori fővárosát), a Nemrut-hegy szobrait, Xanthos és Letoon ókori városait, Safranbolu házait és Tróját. Törökország további 19 helyszínt szeretne a világörökség részévé nyilváníttatni.

### Kulturális intézmények

#### Múzeumok
Törökország ókori történelmének sokszínűsége miatt szerte az országban rengeteg múzeumot találhatunk. Csak Isztambulban harmincnál több múzeum van, ezek közül is kiemelkedik a Topkapı palota, az Isztambuli Archeológiai Múzeum, a Szépművészeti Múzeum és a Török és Muszlim Művészetek Múzeuma. Ankara ad otthont Atatürk hatalmas emlékművének, Anıtkabirnak, valamint az értékes leletekkel zsúfolt Anatóliai Civilizációk Múzeuma, Antalya a híres Régészeti Múzeum-nak. Érdekes lehet még az epheszoszi archeológiai múzeum, a Konyai Mevlana Múzeum és a bodrumi Vízalatti Archeológiai Múzeum is.

#### Atatürk Kulturális Központok
1983-ban alakultak meg Törökország-szerte az úgy nevezett „Atatürk Kulturális Központok” (Atatürk Kültür Merkezi), melyeket államilag hoztak létre az atatürki eszmék terjesztésére, a kultúra terjesztésének elősegítésére. Ezek amolyan közösségi házak, vagy „kultúrházak”, ahol koncerteket, bemutatókat, kiállításokat, szemináriumokat, előadásokat szerveznek.

#### Könyvtárak
Törökország Nemzeti Könyvtára (Milli Kütüphane) Ankarában található. Csak azok a könyvek kölcsönözhetőek, amelyek elérhetőek könyvtárközi kölcsönzésre. Külföldieknek előzetes regisztráció szükséges a belépéshez, melyhez meghívó levelet kell kitölteni, és mellékelni kell az útlevél másolatát. A könyvtárnak külön van Atatürk hagyatékát kutató részlege. Ankarában van a speciálisan Atatürk-kutatások céljából létrehozott Atatürk Kutatóközpont (Atatürk Araştırma Merkezi), ahol minden, az alapító államfővel kapcsolatos dokumentum fellelhető és kutatható.
Törökországban több mint 1400 nyilvános könyvtár található, emellett mintegy 80 felsőoktatási intézmény könyvtárai is látogathatóak. Ezek mellett találhatóak még egy-egy témakörre specializálódott könyvtárak és magánkönyvtárak is. Az egyes tartományok mobil könyvtárakat is üzemeltetnek, ezekből napjainkban 65 található szerte az országban. Jelenleg 60 könyvtár rendelkezik digitális katalógussal, az internetre viszont csak 30 könyvtárban lehet csatlakozni. Általában nincsenek audiovizuális szolgáltatások, de a könyvek egy része elérhető hangoskönyv formájában a látássérültek segítésére. Az egyetemi könyvtárakban általában elérhető az internet-szolgáltatás.
A levéltárak viszonylag új intézmények Törökországban, az Állami Levéltárak Igazgatóságát (Devlet Arşivleri Genel Müdürlüğü) 1984-ben alapították, az oszmán kori iratokat Isztambulban, a köztársaság alapítása után keletkezett dokumentumokat Ankarában őrzik.

### Művészetek

#### Építészet

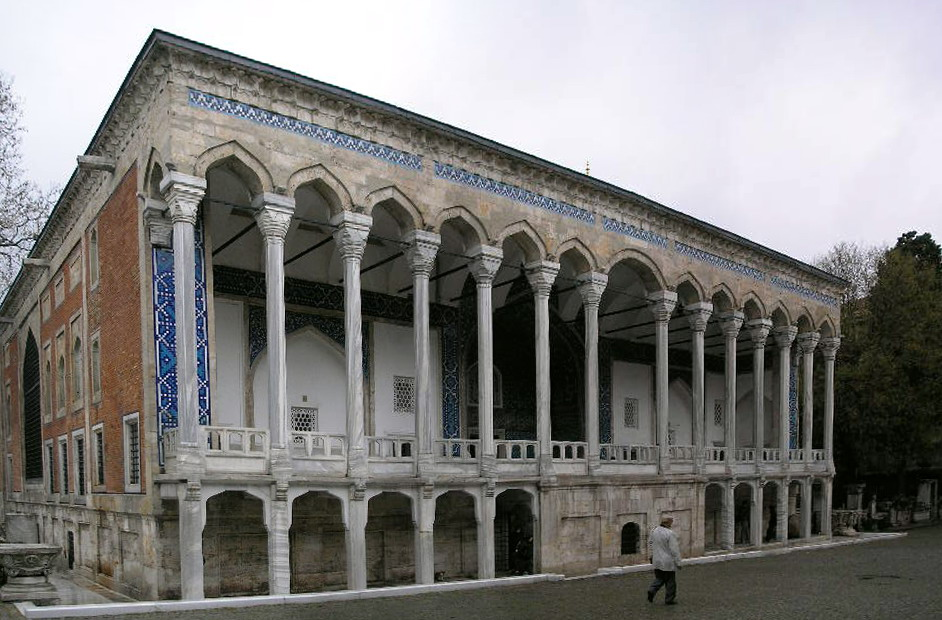
Csempékkel díszített pavilon Isztambulban

A török építészet formavilágának alapjai a nép ősi nomád életmódjára vezethetők vissza. Ezeket a motívumokat is felhasználta a perzsa, görög, római, örmény és bizánci hatásokat mutató szeldzsuk építészet, mely főképpen medreszéiről (iskola), karavánszerájairól és türbéiről nevezetes. Az oszmán építészet monumentalis jellegét a leghíresebb török építész, Szinán munkáiban is felfedezhetjük. A legjellemzőbb oszmán épületek az impozáns mecsetek, mint például az Edirnei Szelim-mecset, vagy az isztambuli Kék mecset, illetve a pompázatos szultáni és főúri paloták. A modern török építészetre a 18. illetve 19. században virágzó török barokk és oszmán Art-Noveau stílusok is hatást gyakoroltak. A 20. század elején a nemzeti érzelmek feltámadása hozta létre a monumentális nacionalista építészetet, melynek gyökerei a klasszikus oszmán építészetig nyúlnak vissza. Az 1930-as évekre a funkcionalista, eklektikusságot mellőző építészet volt a jellemző, ahogy azt Ankara épületei is jól mutatják. Később számos irányzat jött létre, mint például a Sedad Hakki Eldem, illetve a német Paul Bonatz nevével fémjelzett „második nacionalista építészet”, vagy a hatvanas években népszerű újregionalizmus.

#### Színház, opera

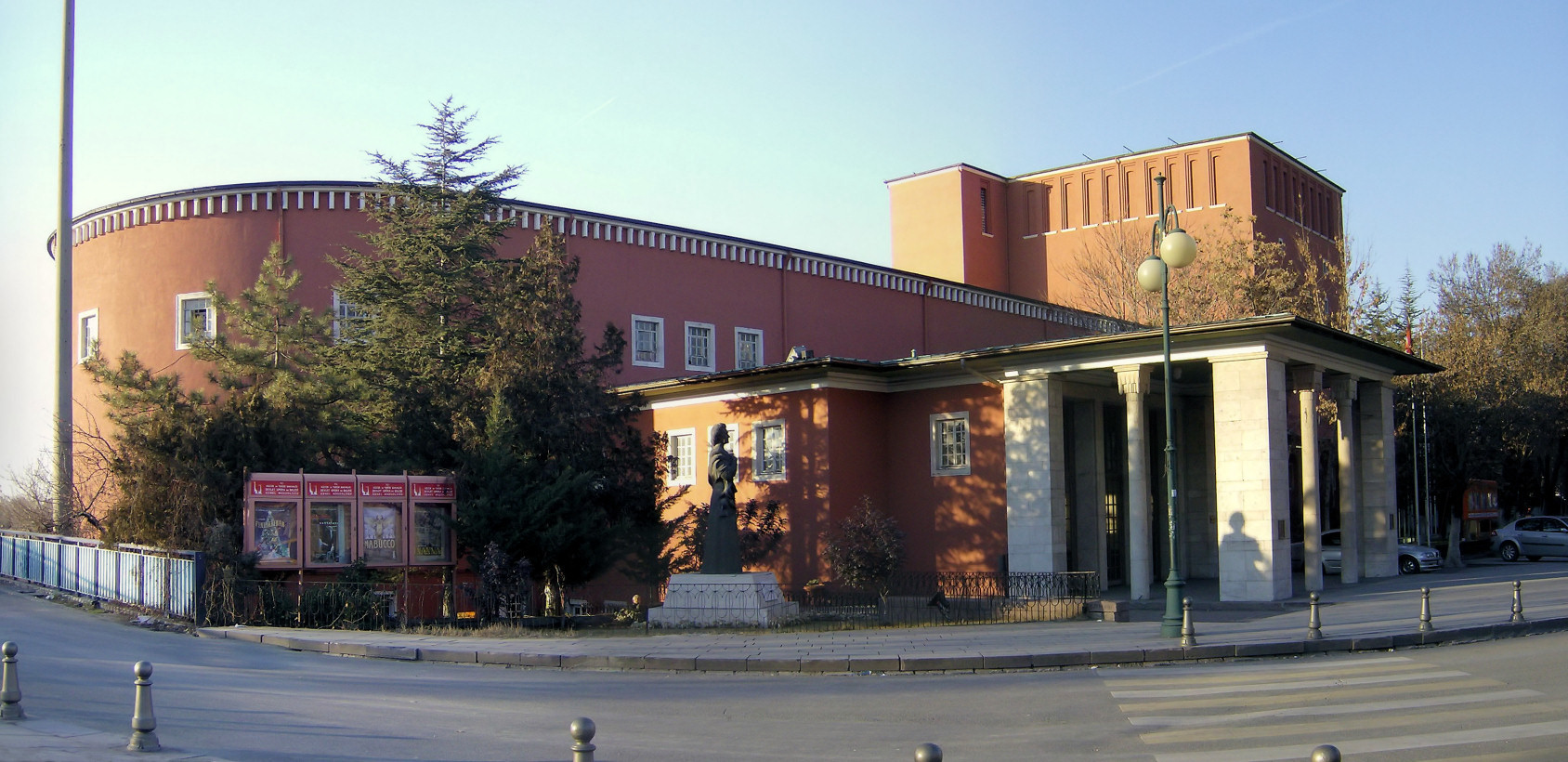
Az Ankarai Állami Operaház épülete

A török színházművészet már az oszmán időkben is jelen volt, bábszínházakkal, tradicionális török karagöz (árnyjáték) előadásokkal szórakoztatták a közönséget. Törökországban élénk a színházi élet, vannak állami színházak és magán színi társulatok. Az állami színházakat az Állami Színházak Intézete (Devlet Tiyatroları) felügyeli. Jelenleg 37 társulat tartozik ide, az ország nagyobb városaiból. Az intézet célja többek között a török drámaírók segítése, a török színdarabok külföldi népszerűsítése, a színházkultúra terjesztése. Az állami és magánszínházak mellett az egyes városok önkormányzatai is tartanak fenn színházakat. Az állami színházakból sok színész a televízióban is játszik, az egyik legismertebb ilyen színész Levent Kırca. A legjelentősebb drámaírók között tartják számon Ferhat Sensoyt és Orhan Asenát. A színészeket, rendezőket, dramaturgokat, jelmeztervezőket állami konzervatóriumokban képzik.
A török opera története egészen az oszmán időkig nyúlik vissza, az Európában népszerű műfaj a szultáni udvart is elérte a 18. században. Giuseppe Verdi néhány operáját például előbb mutatták be Isztambulban, mint Olaszországban. Atatürk köztársaságának első török operáját 1934-ben mutatták be Özsoy címmel. Atatürk támogatta a török zenei életet, megalakult az Elnöki Szimfonikus Zenekar, és sorra nyíltak a zeneiskolák és konzervatóriumok. Az 1960-as évekre más nemcsak Ankarának volt operatársulata, de Isztambulnak, İzmirnek és később Antalyának is.

#### Filmművészet

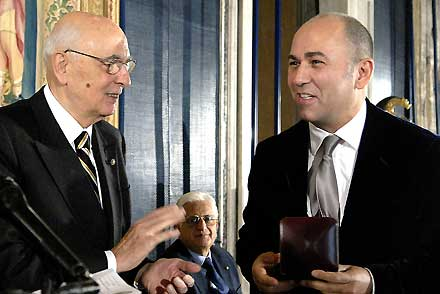
Ferzan Özpetek (jobb oldalon), az egyik legismertebb török filmrendező

Néhány évvel azután, hogy az első filmvetítések megkezdődtek Európában, a film elérte az Oszmán Birodalmat is. Ez először csak a szultán számára volt elérhető magánvetítések formájában, 1908-tól azonban sorra nyíltak a nyilvános filmszínházak is, többségük külföldi vagy kisebbségi tulajdonban volt. Az első török filmnek Fuat Uzkınay katonatiszt Ayos Stefanos'taki Rus Abidesinin Yıkılışı („A Szent Sztefanosz-beli orosz szobor ledöntése”) című munkáját tartják. Az első török filmekre erőteljes hatást gyakorolt a színház. A befolyásmentes, „igazi” filmművészet kezdete az 1950-es évekre tehető. 1952-ben rendezték az első török filmfesztivált, melynek első díját Lütfi Akad Kanun Namına („A törvény nevében”) című filmje nyerte el. Az 1960-as évek a török filmművészet aranykorának kezdeteként is tekinthető, évente mintegy 60 filmet készítettek ekkor, melyek többsége társadalmi és gazdasági problémákkal foglalkozott. Az 1960-as évek végén a televízió megjelenése a török filmművészetre is kihatott. Az 1980-as években rohamos fejlődés kezdődött, és a török filmek már a nemzetközi fesztiválokra is eljutottak. A társadalmi problémák mellett megjelentek a pszichológiai témákat és a nők jogait boncolgató alkotások is. Az 1990-es években kevesebb, de magasabb színvonalú filmet készítettek, ennek oka pedig a filmművészet oktatásában rejlik: ekkor vezették be az egyetemeken a filmművészeti karokat, és kezdtek el szakembereket képezni. A hollywoodi és európai filmek nemzetközi népszerűsége kihatott a török filmgyártásra is, a filmek és ezzel párhuzamosan a mozik száma is csökkenni kezdett. Állami támogatással azonban a török rendezők elkezdtek más országok stábjaival közösen dolgozni, aminek következtében a filmgyártás ismét fellendült.
Ma a török filmek egy része Európába is eljut, ilyen például a népszerű stand-up komikus, Cem Yılmaz G.O.R.A. című filmje, mely Magyarországon is megjelent DVD formátumban, vagy a hazai mozikban is vetített Farkasok völgye: Irak című, sok vitát kiváltott akciófilm. A török-európai filmművészet legismertebb alakja az Olaszországban élő, de sokszor török témákat feldolgozó Ferzan Özpetek, akinek legismertebb filmje a Törökfürdő. Ugyancsak ismert török rendező a Németországban született Fatih Akın, akinek Fallal szemben című filmje több díjat is nyert. Akın másik érdekes alkotása a Crossing the Bridge: The Sound of Istanbul című műve, mely Isztambul zenei életébe kalauzol, olyan török sztárok segítségével, mint Sezen Aksu, az Eurovízió-győztes Sertab Erener vagy a török rap királyának tartott Ceza.
Törökországban minden évben több filmes fesztivált is rendeznek, ezek közül a legnagyobb presztízzsel az antalyai Altın Portakal (Arany Narancs) és az Uluslararası İstanbul Film Festivali (Nemzetközi Isztambuli Filmfesztivál) rendelkezik.

#### Zene

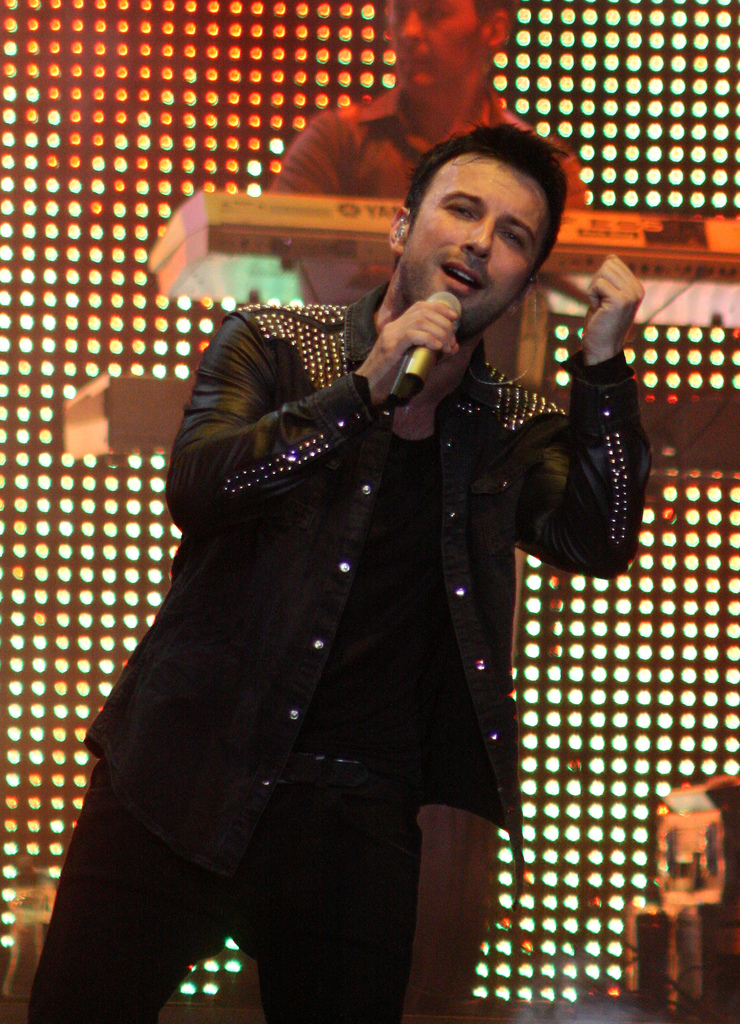
Tarkan, 2011.

Törökország tradicionális zenéje két fő hagyományhoz kötődik, melyek szorosan összefüggenek, mégis eltérő jellegűek. Az egyik a török népzene, melyet az anatóliai, balkáni és közel-keleti népek kultúrája határoz meg. A török népzene nemcsak a közép-ázsiai türk népek zenéjére támaszkodik, de erőteljes kölcsönhatásban van a régió más népeinek zenéjével is. A másik zenei tradíció, a török klasszikus zene az oszmán elit társadalom zenéjét tükrözi, melyre erősen hatottak az iszlám (különösen az arab és a perzsa) kultúrák.
Az Oszmán Birodalom korában a török klasszikus zenét a palotákban játszott zene jelentette, míg a népzene a falvakban játszott zene volt. 1923-ban, a köztársaság kikiáltásával új korszak kezdődött: az új köztársaság céljai között szerepelt többek között az ország modernizálása és a nyugati kultúra támogatása, így az oszmánnak maradványnak nyilvánított isztambuli székhelyű klasszikus zene helyett a törökösnek számító anatóliai zenei világot népszerűsítették. Mindemellett támogatták a nyugati klasszikus zene terjesztését is, az ország modernizálásának egyik lépcsőfokaként.
Az 1960-as években a nyugati populáris zene Törökországot is elérte, törökül a hafif-batı müziği (könnyű nyugati zene) nevet kapta. A kommunista eszmék világméretű terjedésének következtében a török művészek a modern dallamokat népzenei elemekkel ötvözték, létrehozva az ún. anatóliai rock műfaját.
Az 1970-es években elkezdődött a városiasodás: vidékről egyre többen költöztek a munkahelyet biztosító nagyvárosokba (leginkább Isztambulba), ám nagyon sokan nem tudtak hozzászokni az új környezethez, az urbanizációhoz, és ennek következtében létrejött egy új zenei műfaj, az arabeszk, „a szenvedés zenéje”, melyet néhány szakember az oszmán klasszikus zene „elferdítésének” minősített. Az arabeszk (Arabesque) zene a török népzene és a közel-keleti zene fúziója. A növekvő baloldali közösségek létrehozták saját protest-zenei stílusukat, az „özgün müzik” azaz szabad zenét. A katonai kormányzat ideje alatt mind az arabeszk, mind az özgün zenét „elkorcsosodottnak” minősítették, és a török klasszikus zenét részesítették előnyben.
Az 1990-es évek elején lett népszerű a nyugati stílusú popzene, a világra nyitó modernizációs tendenciáknak köszönhetően. A popzene növekvő népszerűsége olyan nemzetközileg is ismert sztárokat emelt a magasba, mint Tarkan vagy az Eurovíziós Dalfesztivál győztese, Sertab Erener, és Berksan. Az ezredforduló óta egyre nagyobb teret nyer a rockzene is, olyan népszerű előadókkal, mint Şebnem Ferah, a Kargo, a maNga vagy Emre Aydın.
A török népzene az 1990-es évek végén ismét középpontba került, és egyre népszerűbb.

#### Tánc
Törökország hivatalos néptáncegyüttesét, az Állami Néptáncegyüttest 1975-ben alapították. A társulat több mint 50 országban lépett már fel, repertoárjában az összes régió főbb táncai megtalálhatóak. A néptáncot az Atatürk Kulturális Központokban is oktatják, és több magán tánccsoport is létezik. A néptáncokat a modern táncokkal ötvöző leghíresebb török társulat az Anadolu Ateşi, akik percenkénti 241 lépésszámukkal Guinness-rekordot döntöttek.

### Gasztronómia

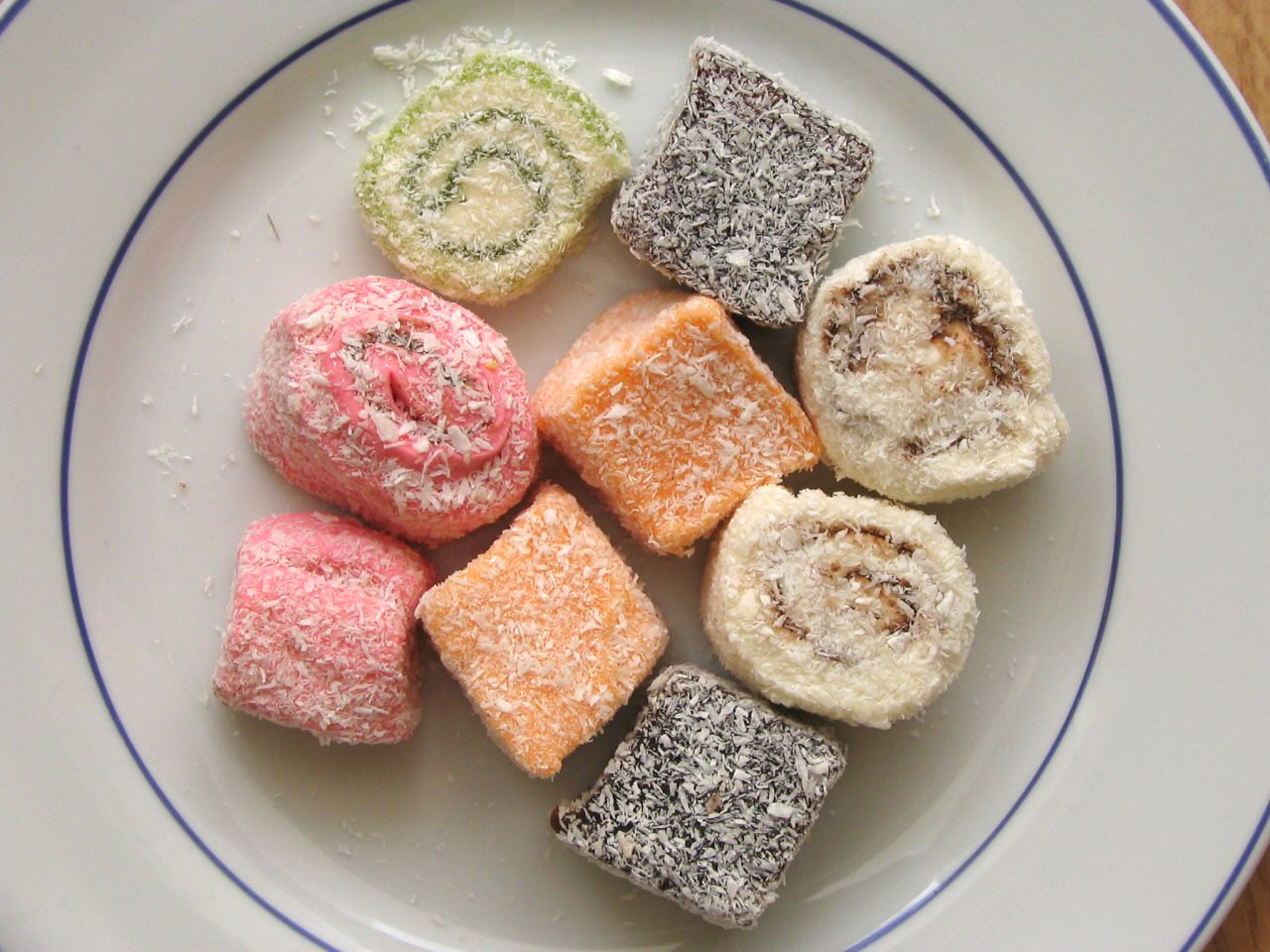
Jellegzetes török édesség, a lokum

A török konyhaművészet jól ismert Európában. A török konyhát jelentősen befolyásolta az Oszmán Birodalom sokszínűsége, multikulturális környezete. Az oszmán konyhaművészet egyesítette a birodalom területén élő népek ételeit és elkészítési módszereit. A legnagyobb befolyást a görög és közel-keleti konyha gyakorolta rá, de keveredtek benne az ősi, közép-ázsiai török hagyományok is.
A leggyakrabban használt alapanyagok: padlizsán, zöldpaprika, hagyma, lencse, bab, paradicsom, fokhagyma, és uborka. A legkedveltebb gyümölcsféleségek közé tartozik a szőlő, az őszibarack, a cseresznye, a sárgadinnye, a füge, a citrom; a törökök kedvelik a magvakat és dióféléket: a pisztáciát, a mogyorót, a mandulát, a földimogyorót, a fenyőmagot, a pörkölt csicseriborsót. A leginkább használt fűszerek a petrezselyem (melynek csak a levelét hasznosítják), a köménymag, a feketebors, a paprika, a menta és a kakukkfű.
A legízletesebb fehér sajtok és joghurtok juhtejből készülnek. Népszerű köret a rizs (pilav) és a bulgur (összetört, főzött majd kiszárított búzakása). Az olívaolaj széleskörűen elterjedt, leginkább Törökország nyugati területein, ahol bőven találhatóak olajfaligetek. Az olívabogyó (zöld, fekete, rózsaszín) kedvelt előétel. A kenyér búzából, árpából és kukoricából készül. Jellegzetesen török kenyér a pide (pita) és a tandır ekmeği (tandır: szabadtéri, kerek tűzhely, melynek a belső oldalán sütik ki a kenyértésztát).

## Média
Törökországban élénk a médiaélet, a törökök szeretnek újságot olvasni, népszerűek a napilapok és a pletykalapok. A nyomtatott sajtót tekintve a legnépszerűbb napilapok közé tartozik a Hürriyet, a Milliyet, a Zaman és a Vatan. A török televíziózás 1964-ben kezdődött, amikor elkezdte sugározni első adását a TRT csatorna. Az állami televíziócsatorna mellett számos kereskedelmi csatorna is működik. A legnépszerűbb műsorok a helyi sorozatok, illetve a show-műsorok. Törökországban számos országos szórású rádióadó működik, ezek mellett pedig szinte minden nagyobb településnek vannak saját rádióállomásai. A legtöbb napilapnak, magazinnak, televízió- és rádiócsatornának saját honlapja is van, ezeken kívül több, független internetes hírportál is működik.
Nemzetközi megfigyelők szerint a török médiát erősen cenzúrázzák, kényes témáknak a hatalom szempontjából nem megfelelő közlése miatt több újságírót is letartóztattak már, illetve egyes csatornák műsorsugárzási idejét is felfüggesztették. 2004 óta a TRT csatornának újra van kurd nyelvű adása, mellyel az Európai Uniós szabályoknak kívánnak megfelelni.
A török médiaszabályozó intézet, az RTÜK új rendelete szerint tilos mindennemű alkohol- és cigarettakép a televíziókban. Az olyan filmekben/sorozatokban, amelyekben láthatóak alkoholfogyasztó jelenetek, a poharat/üveget ki kell kockázni. A török sorozatok forgatókönyvírói pedig ezentúl csak olyan jeleneteket írhatnak, amiben nem isznak és nem dohányoznak a szereplők.

### Telekommunikáció
| Hívójel prefix | TA-TC, YM |
| ITU zóna       | 39        |
| CQ zóna        | 20        |

## Turizmus

Kappadókia speciális természeti képződményei, az ún. "tündérkémények"

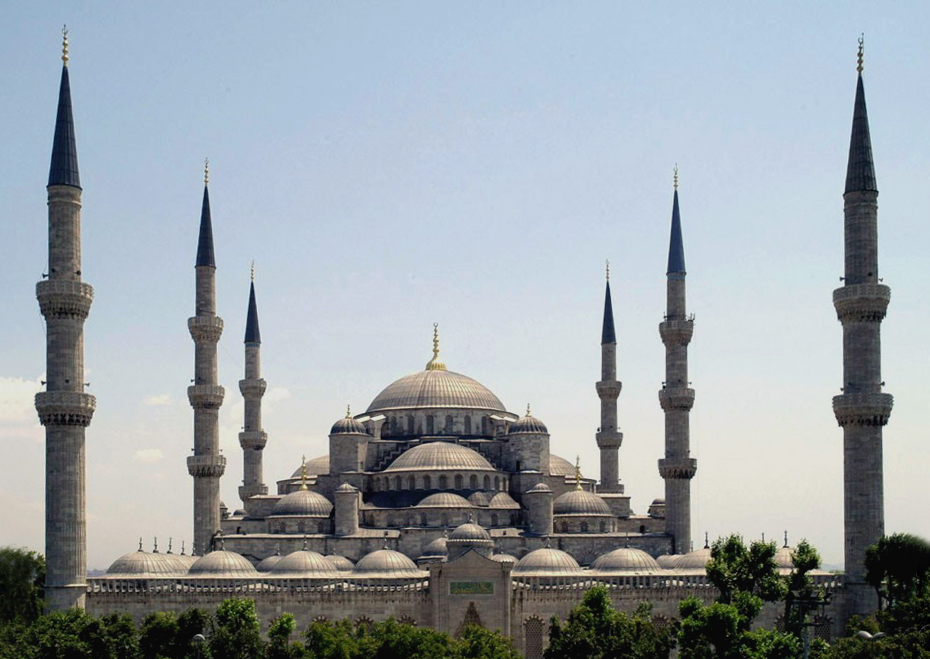
Ahmed szultán mecsetje (kék mecset), Isztambul

Hagia Szophia (Szent Bölcsesség) bizánci építésű hajdani ortodox bazilika, ma mecset, Isztambulban

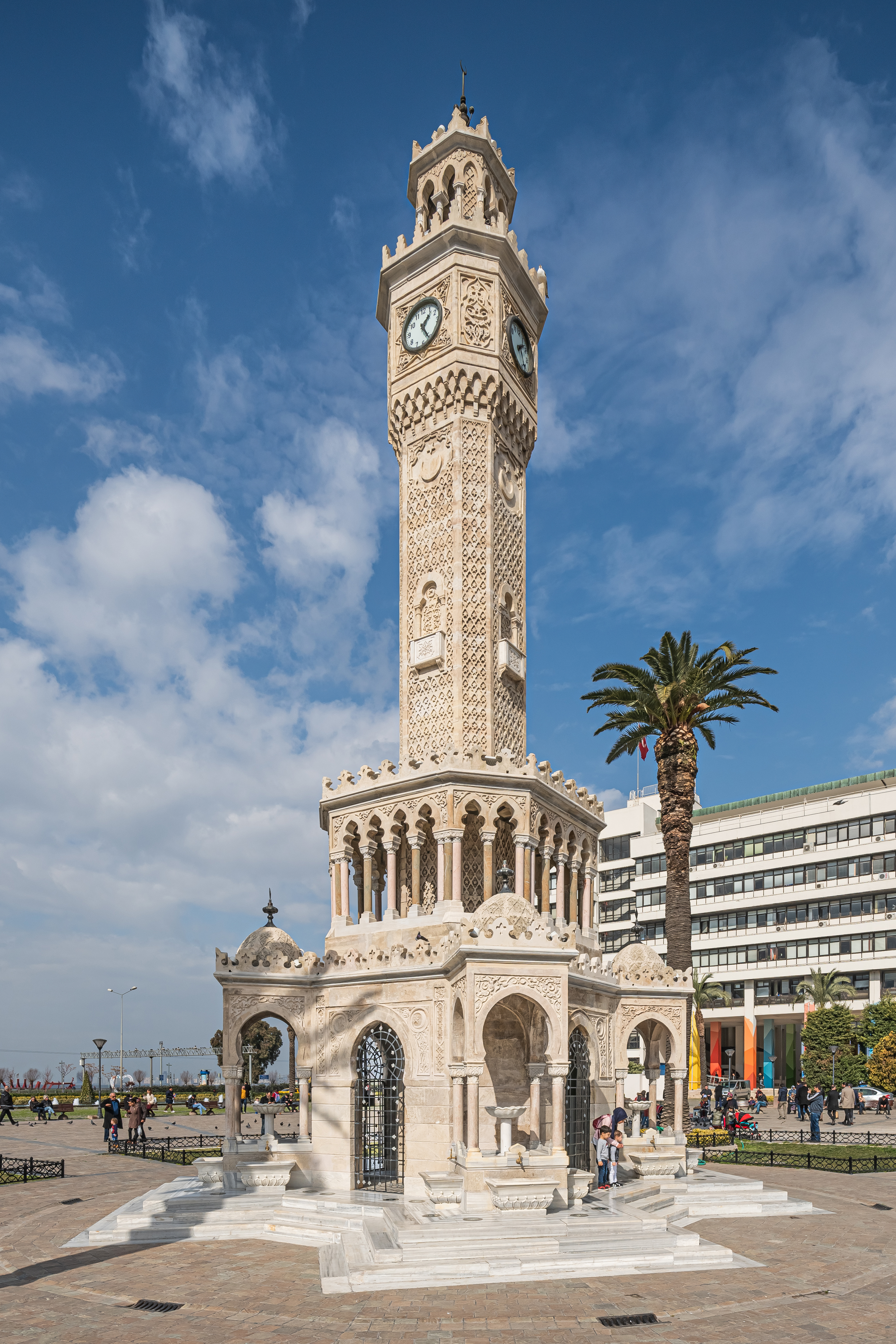
Óratorony Izmir városában

Törökország népszerű turistacélpont, 2007-ben közel 19 millió külföldi látogató érkezett az országba. Főként az úgynevezett „török riviéra”, azaz az Égei-tenger és a Földközi-tenger partján, 8000 kilométernyi homokos tengerparton fekvő üdülővárosok és falvak közkedveltek. A nyári szezon itt már április végén elkezdődik és egyes helyeken egészen október végéig tart, a kedvező időjárási viszonyoknak köszönhetően. Az antalyaiak például úgy tartják, náluk húsz évente egyszer esik hó télen, akkor sem marad meg pár óránál tovább, a nyár folyamán pedig nagyon ritkán esik az eső. A leglátogatottabb üdülőváros Antalya, de kedvelt még Alanya, Kemer, Marmaris, a festői szépségű Fethiye, Bodrum és Çeşme is. A nyári időszakban a riviérán sok a főként német, kelet-európai, de leginkább orosz turista, de egyre több az arab látogató is. Antalya külön érdekessége, hogy a várost gyűrűként körülölelő Toros-hegységben télen síelni is lehet, utána pedig fürdeni a tengerben.
A riviéra városain kívül az egyik legnépszerűbb úti cél Isztambul, az ország kulturális fővárosa. Itt számos ókori, középkori és újkori látnivaló várja a turistákat, gazdag a kultúrája és híres-hírhedt az éjszakai élete is, megannyi szórakozóhellyel, étteremmel és pubbal. Kedvelt célpontok még az ókori görög maradványokat kínáló városok, mint például Trója, İzmir, Efeszosz, illetve a világon egyedülálló méretű, hófehér mészkőmedencéiről és gyógyvízéről híres Pamukkale. Az ország belsejében húzódó, barlang- illetve föld alatti lakásrendszeréről híres Kappadókia is vonzza a látogatókat.
A magyarok számára külön érdekesség lehet II. Rákóczi Ferenc emlékháza Rodostóban.

### Nevezetességek
- Isztambul számtalan nevezetessége
- Anıtkabir, Atatürk nyughelye Ankarában
- Trója romjai
- Hacilar és Çatalhöyük, az ismert legrégibb emberi települések területe
- İzmir városközpontja
- Pergamon és Epheszosz romjai
- Kocademre (Myra), Szent Miklós, azaz a „mikulás” szülőhelye
- Manavgat-vízesés, Antalya
- Fethiye kristálykék öblei
- Göreme Nemzeti Park és Kappadókia sziklatemplomai
- Hierapolisz, Pamukkale és Denizli
- Konya, a volt szeldzsuk főváros, számtalan szekzsuk-kori műemlékkel
- Bogazköy-Hattuszasz-Yazılıkaya, a hettiták fővárosának romjai
- Rize és a Fekete-tenger partvonalán húzódó városok különleges kultúrájukkal és természeti szépségükkel
- Çanakkale és vidéke (Gelibolu), a török függetlenségi háború legfontosabb csatáinak egyik helyszíne
- Az Ararát, ahol a Biblia szerint Noé bárkája megfeneklett

## Sport

### Olajbirkózás
Törökország nemzeti sportja a yağlı güreş, azaz az olajbirkózás, melynek évszázadokra visszatekintő hagyományai vannak. Az 1300-as évek óta Edirnében tartják a Kırkpınar Güreşleri elnevezésű olajbirkózó versenyt.

### Labdarúgás
Törökországban a legkedveltebb sportág a labdarúgás, minden városnak van saját labdarúgócsapata, akik a Török labdarúgó-szövetség által szervezett Turkcell Süper Lig bajnokságban vesznek részt. Az ország legerősebb csapatai a külföldön is ismert és elismert Galatasaray S.K., a Fenerbahçe S.K. és a Beşiktaş J.K., és olyan labdarúgókat adtak a világnak, mint Hakan Şükür vagy Rüştü Reçber.

### Formula–1
2005-ben Törökország helyet kapott a Formula–1 versenynaptárában, a török nagydíjat az Istanbul Park Circuit pályán tartották.

### Egyéb sportágak
Kedvelt sportág még a súlyemelés, a kosárlabda, az atlétika, a vitorlázás és a vízisportok.

## Ünnepek
| Időpont                            | Elnevezés                                          | Törökül                                 | Megjegyzések |
| ---------------------------------- | -------------------------------------------------- | --------------------------------------- | --- |
| január 1.                          | Újév                                               | Yılbaşı                                 | Az újév első napja |
| április 23.                        | A nemzeti függetlenség napja és Nemzeti Gyereknap  | Ulusal Egemenlik ve Çocuk Bayramı       | Megemlékezés a Török Nemzeti Országgyűlés megalapításáról (1920, Ankara). Gyereknap.                                   |
| május 1.                           | A munka ünnepe                                     |                                         | |
| május 19.                          | A fiatalok, a sport és az atatürki gondolat ünnepe | Atatürk'ü Anma, Gençlik ve Spor Bayramı | Megemlékezés a török függetlenségi háború kezdetéről (1919, Samsun). A fiatalok ünnepe.                                |
| augusztus 30.                      | A győzelem napja                                   | Zafer Bayramı                           | A dumlupınari győzelem emléknapja, mely a török függetlenségi háború végét jelentette (1922). A fegyveres erők ünnepe. |
| október 29.                        | A köztársaság napja                                | Cumhuriyet Bayramı                      | A köztársaság kikiáltásának emlékére (1923)                                                                            |
| változó – a ramadan után           | „Cukorünnep” (A böjt megtörésének ünnepe)          | Ramazan Bayramı vagy Şeker Bayramı      | Három napos vallási ünnep                                                                                              |
| változó – 70 nappal a ramadan után | áldozati ünnep                                     | Kurban Bayramı                          | Négy napos vallási ünnep                                                                                               |

## Képek

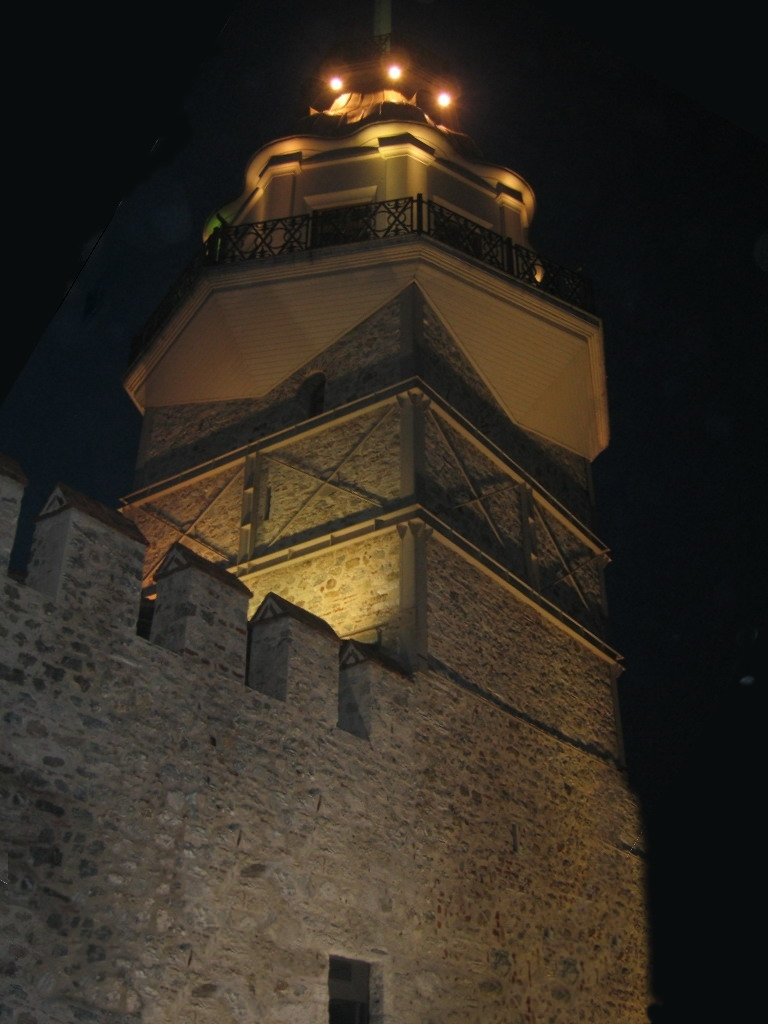
Kız Kulesi, Boszporusz
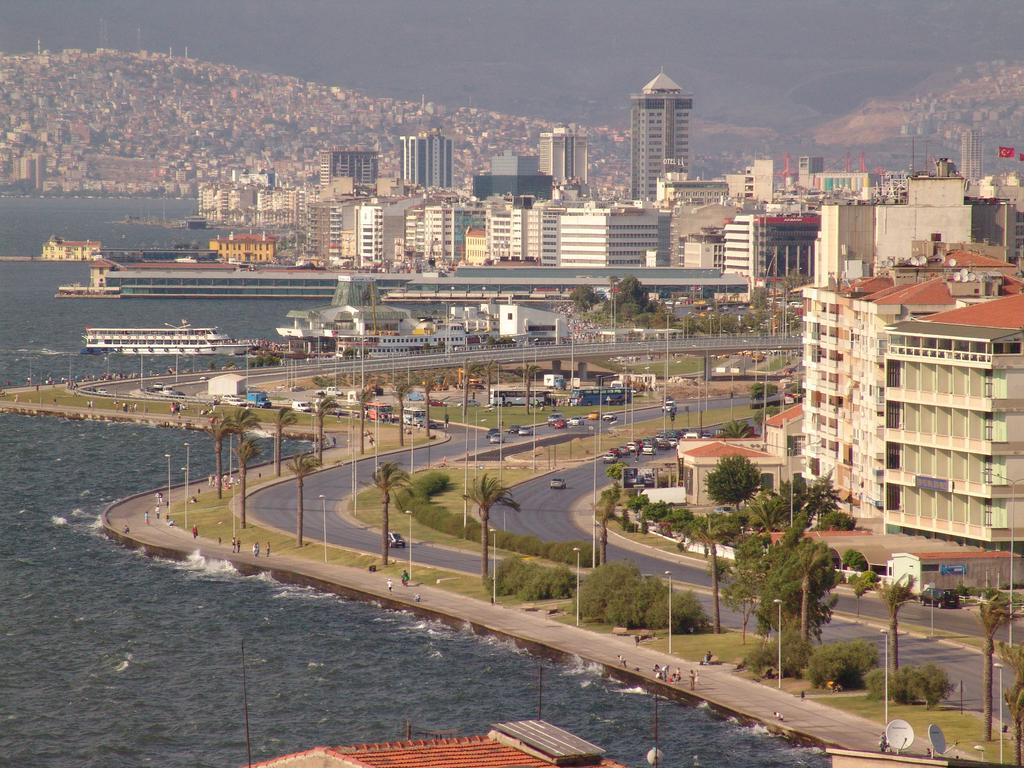
İzmir
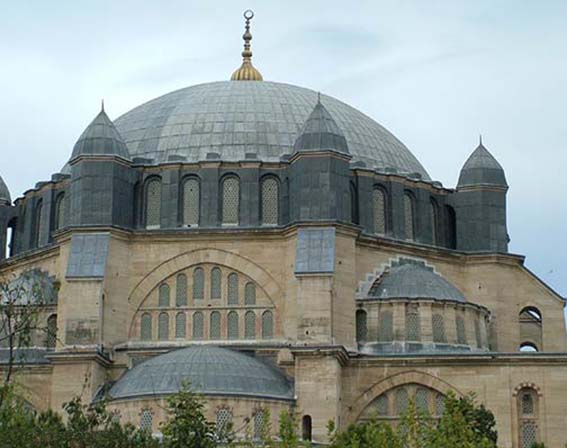
Szelim-mecset, Edirne
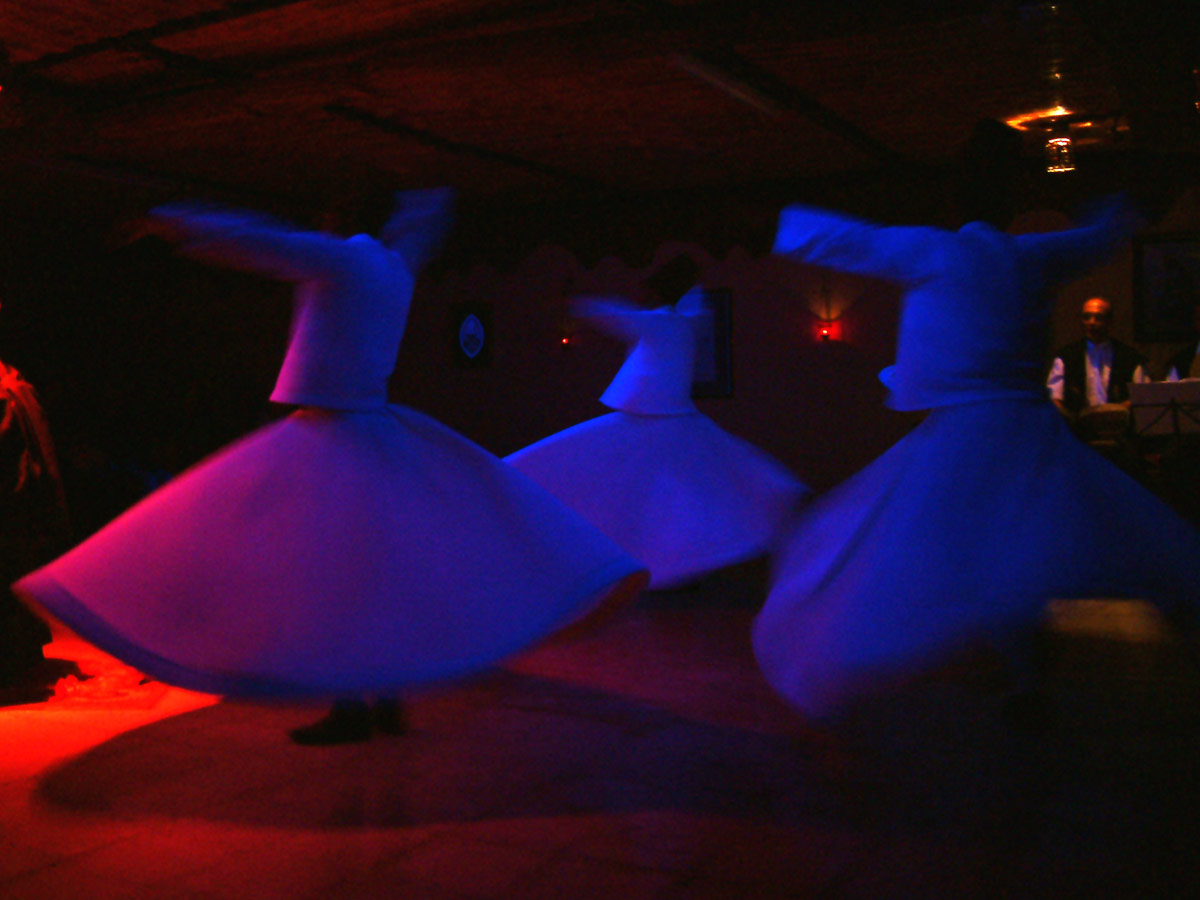
Kerengő dervisek
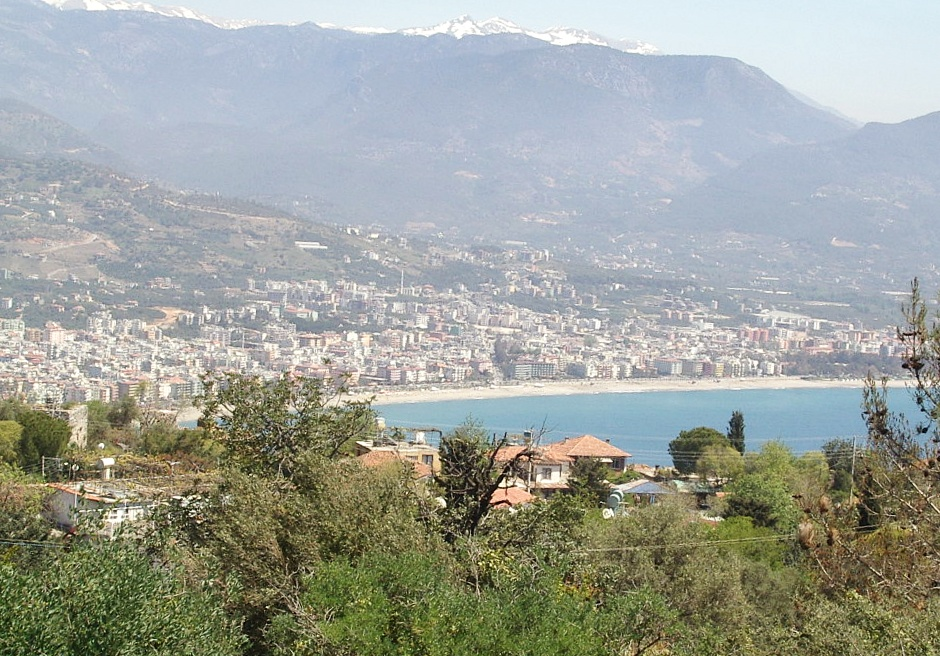
Alanya
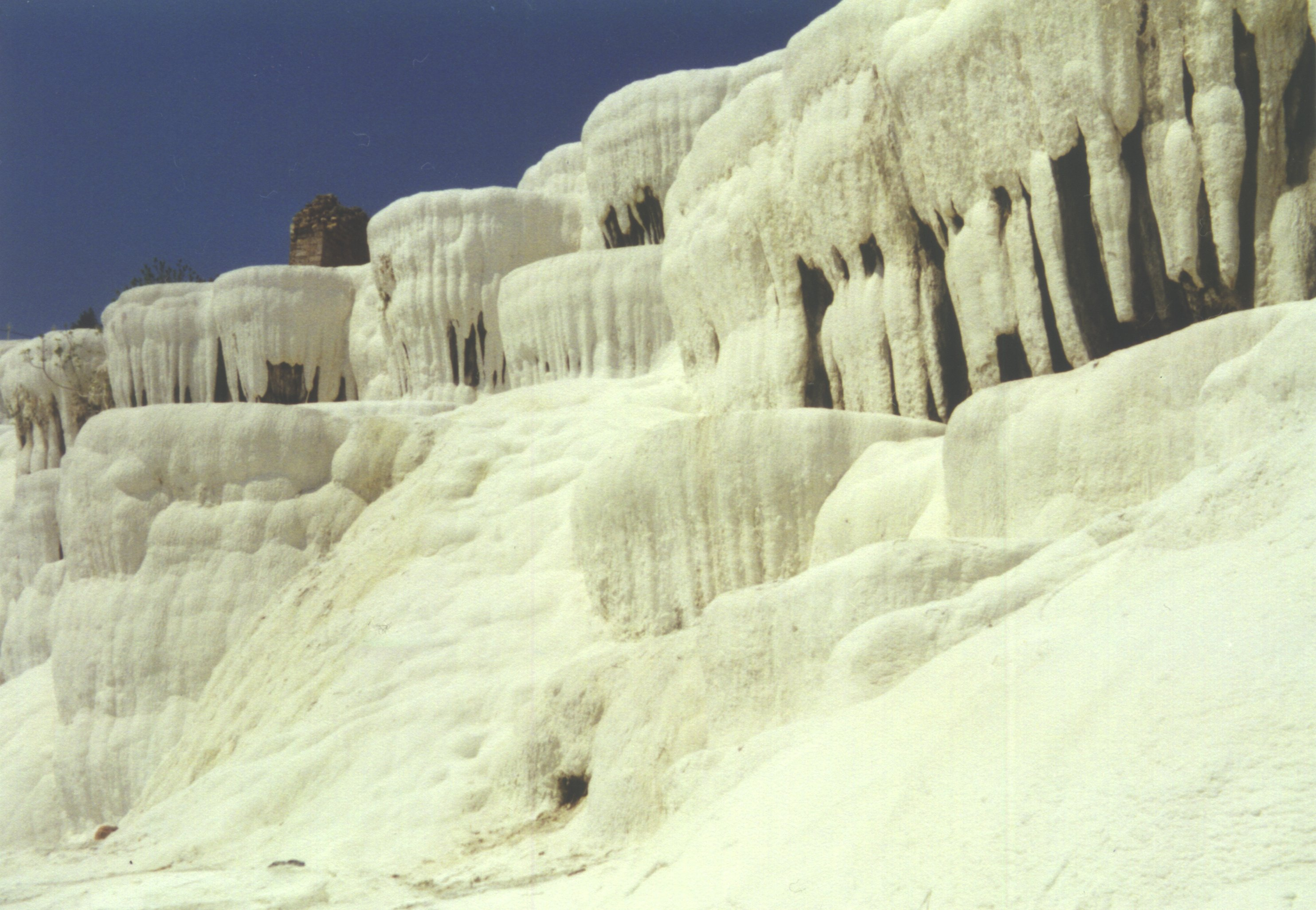
Pamukkale
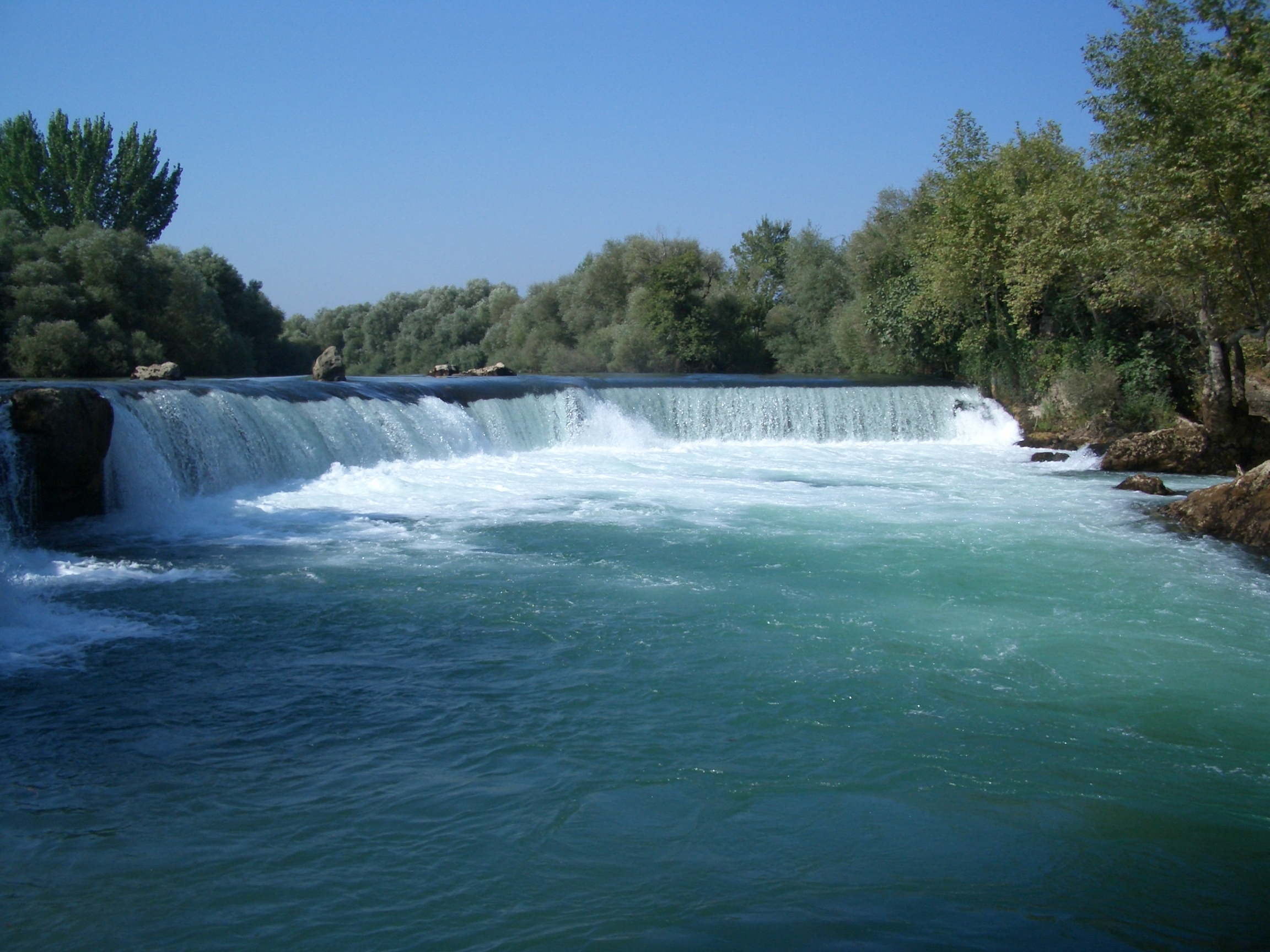
Manavgat vízesés, Antalya

|}

### Magyarul
- Törökország – Wikitravel (magyar)
- Török csatlakozás – erőltetett menet (áttekintés Törökország EU-csatlakozásának folyamatáról, Index.hu, 2006. június 12.)
- Keserédes törökméz (uniós politikusok gondolatai Törökország EU-csatlakozásáról, Metazin, 2006. december 10.)
- Törökország Budapesti Nagykövetsége
- Törökország.lap.hu
- Törökországról magyarul, Magyarországról törökül

### Más nyelveken
- Török külügyminisztérium
- E-könyv Törökországról több nyelven